# Martina Navrátilová
Martina Navrátilová, de naixement Šubertová, (Řevnice, Txecoslovàquia, 18 d'octubre de 1956) és una antiga tennista txecoslovaca nacionalitzada estatunidenca.
Durant la seva extensa carrera ha guanyat un total de 59 títols de Grand Slam, 18 en individuals, 31 títols en dobles femenins i 10 en dobles mixts, i és considerada una de les millors tennistes de tota la història. Junt a Margaret Court i Doris Hart, són les úniques tennistes en completar el Grand Slam en totes tres categories, conegut amb el sobrenom de Boxed Set. Va acumular un total de 167 títols individuals i 177 de dobles femenins al llarg de la seva carrera, ambdós rècords de l'Era Open. Fou número 1 del rànquing individual femení durant 332 setmanes, segona marca més llarga només darrera de Steffi Graf, i 237 setmanes en el rànquing de dobles femenins, la tennista amb més setmanes en aquest rànquing. Aquests registres la converteixen amb l'única tennista que va romandre més de 200 setmanes al capdamunt d'ambdós rànquings.
Va mantenir una gran rivalitat amb l'estatunidenca Chris Evert, amb la qual van dominar el final de la dècada del 1970 i la dels anys 1980. L'any 1983 va dominar totalment el circuit femení amb un total de 98 victòries i només una única derrota, encadenant 74 victòries consecutives, rècord que segueix viu en l'actualitat. Va guanyar el darrer títol de Grand Slam l'any 2006, pocs dies abans del seu 50è aniversari, i 32 anys després del seu primer títol de Grand Slam.
Original de Txecoslovàquia, va renunciar a la seva nacionalitat l'any 1975, amb divuit anys, i va demanar asil polític als Estats Units. Va aconseguir la nacionalitat d'aquest país l'any 1981, i va adquirir la nacionalitat txeca l'any 2008 mantenint la doble nacionalitat.

## Biografia
Nascuda el 18 d'octubre de 1956 amb el nom de Martina Šubertová, filla de Jana i Miroslav Šubert, que eren instructors d'esquí, i la seva mare també havia estat gimnasta i tennista. Els seus pares es divorciaren l'any 1962 i la seva mare es va traslladar a Řevnice, on es va casar novament amb Miroslav Navrátil. El seu padrastre es convertí en el seu entrenador, i Martina adoptà el seu cognom afegint el sufix femení "ová", nom pel qual és mundialment coneguda. Té una germana petita anomenada Jana, i un germanastre per part de pare.
Es va proposar a la seva xicota Julia Lemigova el 6 de setembre de 2014 en el canal de televisió Tennis Channel durant la celebració del US Open. La parella portava més de sis anys de relació. Les noces van tenir lloc el 15 de desembre d'aquell mateix any.
Va començar a jugar a tennis amb quatre anys, però no va ser fins als set que no ho va fer de manera regular. Va allargar la seva carrera fins pràcticament als cinquanta anys estant activa trenta-dos anys consecutius. Va guanyar el darrer títol de Grand Slam del seu palmarès dos mesos abans de fer els cinquanta anys, trencant el rècord de guanyadora d'un títol de Grand Slam més veterana. És l'única tennista en guanyar almenys un títol durant vint-i-un anys consecutius, i va guanyar el doblet de títol individual i de dobles en un mateix esdeveniment en 84 ocasions. Va acumular un total de 1442 victòries individuals i 747 en dobles femenins.
L'any 1985 va publicar la seva autobiografia, coescrita amb George Vecsey, columnista de The New York Times, que va titular Being Myself. Anteriorment ja havia escrit un llibre per aprendre a jugar a tennis junt a Mary Carillo, titulat Tennis My Way (1982). També va escriure tres novel·les de misteri amb Liz Nickles: The Total Zone (1994), Breaking Point (1996) i Killer Instinct (1997). El canal ESPN va produir un documental sobre la seva rivalitat amb Chris Evert es que va titular Unmatched.

## Torneigs de Grand Slam

### Individual: 32 (18−14)
| Resultat   | Núm. | Any  | Torneig              | Oponent           | Marcador            |
| ---------- | ---- | ---- | -------------------- | ----------------- | ------------------- |
| Finalista  | 1.   | 1975 | Open d'Austràlia     | Evonne Goolagong  | 3−6, 2−6            |
| Finalista  | 2.   | 1975 | Roland Garros        | Chris Evert       | 6−2, 2−6, 1−6       |
| Guanyadora | 1.   | 1978 | Wimbledon            | Chris Evert       | 2−6, 6−4, 7−5       |
| Guanyadora | 2.   | 1979 | Wimbledon (2)        | Chris Evert       | 6−4, 6−4            |
| Finalista  | 3.   | 1981 | US Open              | Tracy Austin      | 6−1, 6−7(4), 6−7(1) |
| Guanyadora | 3.   | 1981 | Open d'Austràlia     | Chris Evert       | 6−7(4), 6−4, 7−5    |
| Guanyadora | 4.   | 1982 | Roland Garros        | Andrea Jaeger     | 7−6(6), 6−1         |
| Guanyadora | 5.   | 1982 | Wimbledon (3)        | Chris Evert       | 6−1, 3−6, 6−2       |
| Finalista  | 4.   | 1982 | Open d'Austràlia (2) | Chris Evert       | 3−6, 6−2, 3−6       |
| Guanyadora | 6.   | 1983 | Wimbledon (4)        | Andrea Jaeger     | 6−0, 6−3            |
| Guanyadora | 7.   | 1983 | US Open              | Chris Evert       | 6−1, 6−3            |
| Guanyadora | 8.   | 1983 | Open d'Austràlia (2) | Kathy Jordan      | 6−2, 7−6(5)         |
| Guanyadora | 9.   | 1984 | Roland Garros (2)    | Chris Evert       | 6−3, 6−1            |
| Guanyadora | 10.  | 1984 | Wimbledon (5)        | Chris Evert       | 7−6(5), 6−2         |
| Guanyadora | 11.  | 1984 | US Open (2)          | Chris Evert       | 4−6, 6−4, 6−4       |
| Finalista  | 5.   | 1985 | Roland Garros (2)    | Chris Evert       | 3−6, 7−6(4), 5−7    |
| Guanyadora | 12.  | 1985 | Wimbledon (6)        | Chris Evert       | 4−6, 6−3, 6−2       |
| Finalista  | 6.   | 1985 | US Open (2)          | Hana Mandlíková   | 6−7(3), 6−1, 6−7(2) |
| Guanyadora | 13.  | 1985 | Open d'Austràlia (3) | Chris Evert       | 6−2, 4−6, 6−2       |
| Finalista  | 7.   | 1986 | Roland Garros (3)    | Chris Evert       | 6−2, 3−6, 3−6       |
| Guanyadora | 14.  | 1986 | Wimbledon (7)        | Hana Mandlíková   | 7−6(1), 6−3         |
| Guanyadora | 15.  | 1986 | US Open (3)          | Helena Suková     | 6−3, 6−2            |
| Finalista  | 8.   | 1987 | Open d'Austràlia (3) | Hana Mandlíková   | 5−7, 6−7(1)         |
| Finalista  | 9.   | 1987 | Roland Garros (4)    | Steffi Graf       | 4−6, 6−4, 6−8       |
| Guanyadora | 16.  | 1987 | Wimbledon (8)        | Steffi Graf       | 7−5, 6−3            |
| Guanyadora | 17.  | 1987 | US Open (4)          | Steffi Graf       | 7−6(4), 6−1         |
| Finalista  | 10.  | 1988 | Wimbledon            | Steffi Graf       | 7−5, 2−6, 1−6       |
| Finalista  | 11.  | 1989 | Wimbledon (2)        | Steffi Graf       | 2−6, 7−6(1), 1−6    |
| Finalista  | 12.  | 1989 | US Open (3)          | Steffi Graf       | 6−3, 5−7, 1−6       |
| Guanyadora | 18.  | 1990 | Wimbledon (9)        | Zina Garrison     | 6−4, 6−1            |
| Finalista  | 13.  | 1991 | US Open (4)          | Monica Seles      | 6−7, 1−6            |
| Finalista  | 14.  | 1994 | Wimbledon (3)        | Conchita Martínez | 4−6, 6−3, 3−6       |

### Dobles femenins: 37 (31−6)
| Resultat   | Núm. | Any  | Torneig              | Parella             | Oponents                              | Marcador         |
| ---------- | ---- | ---- | -------------------- | ------------------- | ------------------------------------- | ---------------- |
| Guanyadora | 1.   | 1975 | Roland Garros        | Chris Evert         | Julie Anthony Olga Morozova           | 6−3, 6−2         |
| Guanyadora | 2.   | 1976 | Wimbledon            | Chris Evert         | Billie Jean King Betty Stöve          | 6−1, 3−6, 7−5    |
| Finalista  | 1.   | 1977 | Wimbledon            | Betty Stöve         | Helen Gourlay JoAnne Russell          | 3−6, 3−6         |
| Guanyadora | 3.   | 1977 | US Open              | Betty Stöve         | Renee Richards Betty Ann Grubb Stuart | 6−1, 7−6         |
| Guanyadora | 4.   | 1978 | US Open (2)          | Billie Jean King    | Kerry Reid Wendy Turnbull             | 7−6, 6−4         |
| Guanyadora | 5.   | 1979 | Wimbledon (2)        | Billie Jean King    | Betty Stöve Wendy Turnbull            | 5−7, 6−3, 6−2    |
| Finalista  | 2.   | 1979 | US Open              | Billie Jean King    | Betty Stöve Wendy Turnbull            | 5−7, 3−6         |
| Guanyadora | 6.   | 1980 | US Open (3)          | Billie Jean King    | Pam Shriver Betty Stöve               | 7−6, 7−5         |
| Guanyadora | 7.   | 1980 | Open d'Austràlia     | Betsy Nagelsen      | Ann Kiyomura Candy Reynolds           | 6−4, 6−4         |
| Guanyadora | 8.   | 1981 | Wimbledon (3)        | Pam Shriver         | Kathy Jordan Anne Smith               | 6−3, 7−6(6)      |
| Finalista  | 3.   | 1981 | Open d'Austràlia     | Pam Shriver         | Kathy Jordan Anne Smith               | 2−6, 5−7         |
| Guanyadora | 9.   | 1982 | Roland Garros (2)    | Anne Smith          | Rosemary Casals Wendy Turnbull        | 6−3, 6−4         |
| Guanyadora | 10.  | 1982 | Wimbledon (4)        | Pam Shriver         | Kathy Jordan Anne Smith               | 6−4, 6−1         |
| Guanyadora | 11.  | 1982 | Open d'Austràlia (2) | Pam Shriver         | Claudia Kohde-Kilsch Eva Pfaff        | 6−4, 6−2         |
| Guanyadora | 12.  | 1983 | Wimbledon (5)        | Pam Shriver         | Rosemary Casals Wendy Turnbull        | 6−2, 6−2         |
| Guanyadora | 13.  | 1983 | US Open (4)          | Pam Shriver         | Rosalyn Fairbank Candy Reynolds       | 6−7(4), 6−1, 6−3 |
| Guanyadora | 14.  | 1983 | Open d'Austràlia (3) | Pam Shriver         | Anne Hobbs Wendy Turnbull             | 6−4, 6−7, 6−2    |
| Guanyadora | 15.  | 1984 | Roland Garros (3)    | Pam Shriver         | Claudia Kohde-Kilsch Hana Mandlíková  | 5−7, 6−3, 6−2    |
| Guanyadora | 16.  | 1984 | Wimbledon (6)        | Pam Shriver         | Kathy Jordan Anne Smith               | 6−3, 6−4         |
| Guanyadora | 17.  | 1984 | US Open (5)          | Pam Shriver         | Anne Hobbs Wendy Turnbull             | 6−2, 6−4         |
| Guanyadora | 18.  | 1984 | Open d'Austràlia (4) | Pam Shriver         | Claudia Kohde-Kilsch Helena Suková    | 6−3, 6−4         |
| Guanyadora | 19.  | 1985 | Roland Garros (4)    | Pam Shriver         | Claudia Kohde-Kilsch Helena Suková    | 4−6, 6−2, 6−2    |
| Finalista  | 4.   | 1985 | Wimbledon (2)        | Pam Shriver         | Kathy Jordan Elizabeth Smylie         | 7−5, 3−6, 4−6    |
| Finalista  | 5.   | 1985 | US Open (2)          | Pam Shriver         | Claudia Kohde-Kilsch Helena Suková    | 7−6, 2−6, 3−6    |
| Guanyadora | 20.  | 1985 | Open d'Austràlia (5) | Pam Shriver         | Claudia Kohde-Kilsch Helena Suková    | 6−3, 6−4         |
| Guanyadora | 21.  | 1986 | Roland Garros (5)    | Andrea Temesvári    | Steffi Graf Gabriela Sabatini         | 6−1, 6−2         |
| Guanyadora | 22.  | 1986 | Wimbledon (7)        | Pam Shriver         | Hana Mandlíková Wendy Turnbull        | 6−1, 6−3         |
| Guanyadora | 23.  | 1986 | US Open (6)          | Pam Shriver         | Hana Mandlíková Wendy Turnbull        | 6−4, 3−6, 6−3    |
| Guanyadora | 24.  | 1987 | Open d'Austràlia (6) | Pam Shriver         | Zina Garrison Lori McNeil             | 6−1, 6−0         |
| Guanyadora | 25.  | 1987 | Roland Garros (6)    | Pam Shriver         | Steffi Graf Gabriela Sabatini         | 6−2, 6−1         |
| Guanyadora | 26.  | 1987 | US Open (7)          | Pam Shriver         | Kathy Jordan Elizabeth Smylie         | 5−7, 6−4, 6−2    |
| Guanyadora | 27.  | 1988 | Open d'Austràlia (7) | Pam Shriver         | Chris Evert Wendy Turnbull            | 6−0, 7−5         |
| Guanyadora | 28.  | 1988 | Roland Garros (7)    | Pam Shriver         | Claudia Kohde-Kilsch Helena Suková    | 6−2, 7−5         |
| Guanyadora | 29.  | 1989 | Open d'Austràlia (8) | Pam Shriver         | Patty Fendick Jill Hetherington       | 3−6, 6−3, 6−2    |
| Guanyadora | 30.  | 1989 | US Open (8)          | Hana Mandlíková     | Mary Joe Fernández Pam Shriver        | 5−7, 6−4, 6−4    |
| Guanyadora | 31.  | 1990 | US Open (9)          | Gigi Fernández      | Jana Novotná Helena Suková            | 6−2, 6−4         |
| Finalista  | 6.   | 2003 | US Open (3)          | Svetlana Kuznetsova | V. Ruano Pascual Paola Suárez         | 2−6, 3−6         |

### Dobles mixts: 16 (10−6)
| Resultat   | Núm. | Any  | Torneig              | Parella         | Oponents                           | Marcador             |
| ---------- | ---- | ---- | -------------------- | --------------- | ---------------------------------- | -------------------- |
| Guanyadora | 1.   | 1974 | Roland Garros        | Iván Molina     | Rosie Darmon Marcelo Lara          | 6−3, 6−3             |
| Guanyadora | 2.   | 1985 | Roland Garros (2)    | Heinz Günthardt | Paula Smith Francisco González     | 2−6, 6−3, 6−2        |
| Guanyadora | 3.   | 1985 | Wimbledon            | Paul McNamee    | Elizabeth Smylie John Fitzgerald   | 7−5, 4−6, 6−2        |
| Guanyadora | 4.   | 1985 | US Open              | Heinz Günthardt | Elizabeth Smylie John Fitzgerald   | 6−3, 6−4             |
| Finalista  | 1.   | 1986 | Wimbledon            | Heinz Günthardt | Kathy Jordan Ken Flach             | 3−6, 6−7(7)          |
| Finalista  | 2.   | 1986 | US Open              | Peter Fleming   | Raffaella Reggi Sergio Casal       | 4−6, 4−6             |
| Guanyadora | 5.   | 1987 | US Open (2)          | Emilio Sánchez  | Betsy Nagelsen Paul Annacone       | 6−4, 6−7(6), 7−6(12) |
| Finalista  | 3.   | 1988 | Open d'Austràlia     | Tim Gullikson   | Jana Novotná Jim Pugh              | 7−5, 2−6, 4−6        |
| Guanyadora | 6.   | 1993 | Wimbledon (2)        | Mark Woodforde  | Manon Bollegraf Tom Nijssen        | 6−3, 6−4             |
| Finalista  | 4.   | 1993 | US Open (2)          | Mark Woodforde  | Helena Suková Todd Woodbridge      | 3−6, 6−7(6)          |
| Guanyadora | 7.   | 1995 | Wimbledon (3)        | Jonathan Stark  | Gigi Fernández Cyril Suk           | 6−4, 6−4             |
| Guanyadora | 8.   | 2003 | Open d'Austràlia     | Leander Paes    | Eleni Daniïlidu Todd Woodbridge    | 6−4, 7−5             |
| Guanyadora | 9.   | 2003 | Wimbledon (4)        | Leander Paes    | Anastassia Rodiónova Andy Ram      | 6−3, 6−3             |
| Finalista  | 5.   | 2004 | Open d'Austràlia (2) | Leander Paes    | Elena Bovina Nenad Zimonjić        | 1−6, 6−7(3)          |
| Finalista  | 6.   | 2005 | Roland Garros        | Leander Paes    | Daniela Hantuchová Fabrice Santoro | 6−3, 3−6, 2−6        |
| Guanyadora | 10.  | 2006 | US Open (3)          | Bob Bryan       | Květa Hrdličková Martin Damm       | 6−2, 6−3             |

## Carrera
El 1972 a l'edat de 15 anys Navratilova guanyà el Campionat Nacional de tennis de Txecoslovàquia, convertint-se en tennista professional el 1973 i guanyant el primer títol en individuals a Orlando, Florida el 1974.
El 1975 aconseguí arribar a dos finals dels torneigs del Grand Slam, perdent la final de l'Open d'Austràlia davant Evonne Goolagong i del Torneig de Roland Garros davant Chris Evert. Al perdre en la semifinal de l'Open dels Estats Units davant la mateixa Evert, Navratilova demanà asil polític als Estats Units i aconseguí la ciutadania nord-americana.
Va aconseguir guanyar el primer Torneig de Wimbledon el 1978, repetint victòria l'any següent i aconseguint sis vegades consecutives el torneig tennístic anglès entre 1982 i 1987. Va guanyar dues vegades el torneig de Roland Garros el 1982 i 1984, per aconseguit quatre victòries a l'Open dels Estats Units el 1983, 1984, 1986 i 1987, i tres victòries més a l'Open d'Austràlia el 1981, 1983 i 1985. En el Masters de tennis va aconseguir la ratxa de 7 victòries consecutives entre 1981 i 1986 (en aquest últim any es disputaren dues competicions, una al gener i l'altre al desembre i en ambdues Navratilova aconseguí la victòria).

### Copa Federació
La seva excepcional carrera va portar als Estats Units a aconseguir 5 títols de la Copa Federació els anys 1981, 1982, 1986, 1989 i 1990.

### Retirada
El 1994, després de la seva derrota al Torneig de Wimbledon davant Conxita Martínez, anuncià la seva retirada del tennis individual a final de temporada, continuant però la seva activitat tennística en dobles i dobles mixts. El seu últim partit individual va tenir lloc el 14 de novembre, contra l'argentina Gabriela Sabatini en el Masters, quan encara ocupava el 5è lloc del rànquing WTA. Aquest mateix any fou guardonada amb el Premi Príncep d'Astúries dels Esports. El 2002 fou guardonada amb el premi Marca Leyenda.
El 5 de juliol de 2006 anuncià al Torneig de Wimbledon la seva última aparició en aquest torneig en la categoria de dobles i dobles mixts, així com la retirada definitiva del món actiu del tennis en finalitzar la temporada, aconseguint l'últim títol de la seva carrera a l'Open dels Estats Units guanyant la final de dobles mixts juntament amb Bob Bryan, convertint-se amb l'esportista de més edat que mai ha guanyat un Grand Slam.

## Palmarès

### Individual: 241 (168−73)
| Llegenda                      |
| ----------------------------- |
| Grand Slam (18−14)            |
| WTA Tour Championships (10−8) |
| Tier I (3−4)                  |
| Tier II (23−10)               |
| Tier III (8−1)                |
| Tier IV (1−0)                 |
| Tier V (1−0)                  |
| Virginia Slims (104−36)       |

| Títols per superfície |
| --------------------- |
| Dura (34−16)          |
| Gespa (32−9)          |
| Terra batuda (20−15)  |
| Moqueta (82−33)       |

| Llegenda                      |
| ----------------------------- |
| Grand Slam (18−14)            |
| WTA Tour Championships (10−8) |
| Tier I (3−4)                  |
| Tier II (23−10)               |
| Tier III (8−1)                |
| Tier IV (1−0)                 |
| Tier V (1−0)                  |
| Virginia Slims (104−36)       |

| Títols per superfície |
| --------------------- |
| Dura (34−16)          |
| Gespa (32−9)          |
| Terra batuda (20−15)  |
| Moqueta (82−33)       |

| Resultat   | Núm. | Data                   | Torneig                                                        | Superfície   | Oponent              | Marcador                   |
| ---------- | ---- | ---------------------- | -------------------------------------------------------------- | ------------ | -------------------- | -------------------------- |
| Finalista  | 1.   | 20 de maig de 1974     | Hamburg, Alemanya Occidental                                   | Terra batuda | Helga Masthoff       | 6−4, 5−7, 6−3              |
| Finalista  | 2.   | 27 de maig de 1974     | Roma, Itàlia                                                   | Terra batuda | Chris Evert          | 3−6, 3−6                   |
| Guanyadora | 1.   | 16 de setembre de 1974 | Orlando, Estats Units                                          | Terra batuda | Julie Heldman        | 7−6(4), 6−4                |
| Finalista  | 3.   | 21 de desembre de 1974 | Open d'Austràlia, Austràlia                                    | Gespa        | Evonne Goolagong     | 3−6, 2−6                   |
| Guanyadora | 2.   | 27 de gener de 1975    | Fairfax, Estats Units                                          | Moqueta (i)  | Kerry Melville       | 6−3, 6−1                   |
| Finalista  | 4.   | 10 de febrer de 1975   | Chicago, Estats Units                                          | Moqueta (i)  | Margaret Court       | 3−6, 6−3, 2−6              |
| Guanyadora | 3.   | 3 de març de 1975      | Boston, Estats Units                                           | Moqueta (i)  | Evonne Goolagong     | 6−2, 4−6, 6−3              |
| Finalista  | 5.   | 17 de març de 1975     | Dallas, Estats Units                                           | Moqueta (i)  | Virginia Wade        | 6−2, 6−7(3), 3−4, retirada |
| Finalista  | 6.   | 2 d'abril de 1975      | Virginia Slims Championships, Los Angeles, Estats Units        | Moqueta (i)  | Chris Evert          | 4−6, 2−6                   |
| Finalista  | 7.   | 21 d'abril de 1975     | Amelia Island, Estats Units                                    | Terra batuda | Chris Evert          | 5−7, 4−6                   |
| Finalista  | 8.   | 26 de maig de 1975     | Roma (2)                                                       | Terra batuda | Chris Evert          | 1−6, 0−6                   |
| Finalista  | 9.   | 2 de juny de 1975      | Roland Garros, França                                          | Terra batuda | Chris Evert          | 6−2, 2−6, 1−6              |
| Guanyadora | 4.   | 12 de setembre de 1975 | Charlotte, Estats Units                                        | Terra batuda | Evonne Goolagong     | 4−6, 6−2, 7−5              |
| Finalista  | 10.  | 15 de setembre de 1975 | Atlanta, Estats Units                                          | Moqueta (i)  | Chris Evert          | 6−2, 2−6, 0−6              |
| Guanyadora | 5.   | 22 de setembre de 1975 | Denver, Estats Units                                           | Moqueta (i)  | Carrie Meyer         | 4−6, 6−4, 6−3              |
| Finalista  | 11.  | 13 d'octubre de 1975   | Orlando                                                        | Terra batuda | Chris Evert          | Renúncia                   |
| Guanyadora | 6.   | 12 de gener de 1976    | Houston, Estats Units                                          | Moqueta (i)  | Chris Evert          | 6−3, 6−4                   |
| Finalista  | 12.  | 15 de març de 1976     | Dallas (2)                                                     | Moqueta (i)  | Evonne Goolagong     | 1−6, 1−6                   |
| Guanyadora | 7.   | 29 de novembre de 1976 | Sydney, Austràlia                                              | Gespa        | Betty Stöve          | 7−5, 6−2                   |
| Guanyadora | 8.   | 3 de gener de 1977     | Washington DC, Estats Units                                    | Moqueta (i)  | Chris Evert          | 6−2, 6−3                   |
| Guanyadora | 9.   | 17 de gener de 1977    | Houston (2)                                                    | Moqueta (i)  | Sue Barker           | 7−6, 7−5                   |
| Guanyadora | 10.  | 24 de gener de 1977    | Minneapolis, Estats Units                                      | Moqueta (i)  | Sue Barker           | 6−0, 6−1                   |
| Finalista  | 13.  | 31 de gener de 1977    | Seattle, Estats Units                                          | Moqueta (i)  | Chris Evert          | 2−6, 4−6                   |
| Finalista  | 14.  | 14 de febrer de 1977   | Los Angeles, Estats Units                                      | Dura (i)     | Chris Evert          | 2−6, 6−2, 1−6              |
| Guanyadora | 11.  | 21 de febrer de 1977   | Detroit, Estats Units                                          | Moqueta (i)  | Sue Barker           | 6−4, 6−4                   |
| Finalista  | 15.  | 14 de març de 1977     | Filadèlfia, Estats Units                                       | Dura (i)     | Chris Evert          | 4−6, 6−4, 3−6              |
| Finalista  | 16.  | 15 d'abril de 1977     | Tucson, Estats Units                                           | Dura         | Chris Evert          | 3−6, 6−7(3)                |
| Guanyadora | 12.  | 12 de juny de 1977     | Edimburg, Regne Unit                                           | Gespa        | Kristien Shaw        | 2−6, 9−8, 7−5              |
| Guanyadora | 13.  | 22 d'agost de 1977     | Charlotte (2)                                                  | Terra batuda | Mima Jaušovec        | 3−6, 6−2, 6−1              |
| Finalista  | 17.  | 12 de setembre de 1977 | Tòquio, Japó                                                   | Moqueta (i)  | Virginia Wade        | 5−7, 7−5, 4−6              |
| Finalista  | 18.  | 22 de novembre de 1977 | Tòquio                                                         | Moqueta (i)  | Billie Jean King     | 5−7, 7−5, 1−6              |
| Guanyadora | 14.  | 2 de gener de 1978     | Washington DC (2)                                              | Moqueta (i)  | Betty Stöve          | 7−5, 6−4                   |
| Guanyadora | 15.  | 16 de gener de 1978    | Houston (3)                                                    | Moqueta (i)  | Billie Jean King     | 1−6, 6−2, 6−2              |
| Guanyadora | 16.  | 23 de gener de 1978    | Los Angeles                                                    | Dura (i)     | Rosie Casals         | 6−3, 6−2                   |
| Guanyadora | 17.  | 30 de gener de 1978    | Chicago                                                        | Moqueta (i)  | Evonne Goolagong     | 6−7, 6−2, 6−2              |
| Guanyadora | 18.  | 6 de febrer de 1978    | Seattle                                                        | Moqueta (i)  | Betty Stöve          | 6−1, 1−6, 6−1              |
| Guanyadora | 19.  | 20 de febrer de 1978   | Detroit (2)                                                    | Moqueta (i)  | Dianne Fromholtz     | 6−3, 6−2                   |
| Guanyadora | 20.  | 27 de febrer de 1978   | Kansas City, Estats Units                                      | Dura (i)     | Billie Jean King     | 7−5, 2−6, 6−3              |
| Guanyadora | 21.  | 27 de març de 1978     | Virginia Slims Championships, Oakland, Estats Units            | Moqueta (i)  | Evonne Goolagong     | 7−6(5), 6−4                |
| Guanyadora | 22.  | 19 de juny de 1978     | Eastbourne, Regne Unit                                         | Gespa        | Chris Evert          | 6−4, 4−6, 9−7              |
| Guanyadora | 23.  | 26 de juny de 1978     | Wimbledon, Regne Unit                                          | Gespa        | Chris Evert          | 2−6, 6−4, 7−5              |
| Finalista  | 19.  | 25 de setembre de 1978 | Atlanta (2)                                                    | Moqueta (i)  | Chris Evert          | 6−7, 6−0, 3−6              |
| Guanyadora | 24.  | 2 d'octubre de 1978    | Phoenix, Estats Units                                          | Dura         | Tracy Austin         | 6−4, 6−2                   |
| Finalista  | 20.  | 14 de novembre de 1978 | Colgate Series Championships, Palm Springs, Estats Units       | Dura         | Chris Evert          | 3−6, 3−6                   |
| Finalista  | 21.  | 21 de novembre de 1978 | Tòquio                                                         | Moqueta (i)  | Tracy Austin         | 1−6, 1−6                   |
| Finalista  | 22.  | 16 de desembre de 1978 | Tòquio                                                         | Moqueta (i)  | Chris Evert          | 5−7, 2−6                   |
| Finalista  | 23.  | 1 de gener de 1979     | Washington DC                                                  | Moqueta (i)  | Tracy Austin         | 3−6, 2−6                   |
| Guanyadora | 25.  | 8 de gener de 1979     | Oakland, Estats Units                                          | Moqueta (i)  | Chris Evert          | 7−5, 7−5                   |
| Guanyadora | 26.  | 15 de gener de 1979    | Houston (4)                                                    | Moqueta (i)  | Virginia Wade        | 6−3, 6−2                   |
| Guanyadora | 27.  | 29 de gener de 1979    | Chicago (2)                                                    | Moqueta (i)  | Tracy Austin         | 6−3, 6−4                   |
| Finalista  | 24.  | 12 de febrer de 1979   | Los Angeles (2)                                                | Moqueta (i)  | Chris Evert          | 3−6, 4−6                   |
| Guanyadora | 28.  | 26 de febrer de 1979   | Dallas                                                         | Moqueta (i)  | Chris Evert          | 6−4, 6−4                   |
| Guanyadora | 29.  | 19 de març de 1979     | Avon Circuit Championships, Nova York, Estats Units (2)        | Moqueta (i)  | Tracy Austin         | 6−3, 3−6, 6−2              |
| Finalista  | 25.  | 18 de juny de 1979     | Eastbourne                                                     | Gespa        | Chris Evert          | 5−7, 7−5, 11−13            |
| Guanyadora | 30.  | 25 de juny de 1979     | Wimbledon (2)                                                  | Gespa        | Chris Evert          | 6−4, 6−4                   |
| Guanyadora | 31.  | 25 de juliol de 1979   | Buenos Aires, Argentina                                        | Terra batuda | Billie Jean King     | 6−4, 6−4                   |
| Finalista  | 26.  | 30 de juliol de 1979   | San Diego, Estats Units                                        | Dura         | Tracy Austin         | 4−6, 2−6                   |
| Guanyadora | 32.  | 13 d'agost de 1979     | Richmond, Estats Units                                         | Moqueta (i)  | Kathy Jordan         | 6−1, 6−3                   |
| Guanyadora | 33.  | 24 de setembre de 1979 | Atlanta                                                        | Moqueta (i)  | Wendy Turnbull       | 7−6, 6−4                   |
| Guanyadora | 34.  | 8 d'octubre de 1979    | Phoenix (2)                                                    | Dura         | Chris Evert          | 6−1, 6−3                   |
| Finalista  | 27.  | 5 de novembre de 1979  | Filderstadt, Alemanya Occidental                               | Dura (i)     | Tracy Austin         | 2−6, 0−6                   |
| Guanyadora | 35.  | 19 de novembre de 1979 | Brighton, Regne Unit                                           | Moqueta (i)  | Chris Evert          | 6−3, 6−3                   |
| Finalista  | 28.  | 16 de desembre de 1979 | Tòquio (2)                                                     | Moqueta (i)  | Tracy Austin         | 2−6, 1−6                   |
| Guanyadora | 36.  | 2 de gener de 1980     | Colgate Series Championships, Washington DC, Estats Units      | Moqueta (i)  | Tracy Austin         | 6−2, 6−1                   |
| Guanyadora | 37.  | 14 de gener de 1980    | Kansas City (2)                                                | Moqueta (i)  | Greer Stevens        | 6−0, 6−2                   |
| Guanyadora | 38.  | 21 de gener de 1980    | Chicago (3)                                                    | Moqueta (i)  | Chris Evert          | 6−4, 6−4                   |
| Guanyadora | 39.  | 4 de febrer de 1980    | Los Angeles (2)                                                | Moqueta (i)  | Tracy Austin         | 6−2, 6−0                   |
| Guanyadora | 40.  | 11 de febrer de 1980   | Oakland (2)                                                    | Moqueta (i)  | Evonne Goolagong     | 6−1, 7−6                   |
| Finalista  | 29.  | 25 de febrer de 1980   | Houston                                                        | Moqueta (i)  | Billie Jean King     | 1−6, 3−6                   |
| Guanyadora | 41.  | 3 de març de 1980      | Dallas (2)                                                     | Moqueta (i)  | Evonne Goolagong     | 6−3, 6−2                   |
| Finalista  | 30.  | 17 de març de 1980     | Avon Circuit Championships (2)                                 | Moqueta (i)  | Tracy Austin         | 2−6, 6−2, 2−6              |
| Finalista  | 31.  | 29 de març de 1980     | Carlsbad, Estats Units                                         | Dura         | Tracy Austin         | 5−7, 2−6                   |
| Guanyadora | 42.  | 14 d'abril de 1980     | Amelia Island                                                  | Terra batuda | Hana Mandlíková      | 5−7, 6−3, 6−2              |
| Guanyadora | 43.  | 28 d'abril de 1980     | Orlando (2)                                                    | Terra batuda | Tracy Austin         | 6−2, 6−4                   |
| Guanyadora | 44.  | 14 de juliol de 1980   | Mont-real, Canadà                                              | Dura         | Greer Stevens        | 6−2, 6−1                   |
| Guanyadora | 45.  | 21 de juliol de 1980   | Richmond (2)                                                   | Moqueta (i)  | Mary Lou Piatek      | 6−3, 6−0                   |
| Finalista  | 32.  | 20 d'octubre de 1980   | Brighton                                                       | Moqueta (i)  | Chris Evert          | 4−6, 7−5, 3−6              |
| Guanyadora | 46.  | 22 de novembre de 1980 | Tòquio                                                         | Moqueta (i)  | Tracy Austin         | 6−4, 6−3                   |
| Finalista  | 33.  | 12 de gener de 1981    | Kansas City                                                    | Moqueta (i)  | Andrea Jaeger        | 6−3, 3−6, 5−7              |
| Guanyadora | 47.  | 19 de gener de 1981    | Cincinnati, Estats Units                                       | Moqueta (i)  | Sylvia Hanika        | 6−2, 6−4                   |
| Guanyadora | 48.  | 26 de gener de 1981    | Chicago (4)                                                    | Moqueta (i)  | Hana Mandlíková      | 6−4, 6−2                   |
| Guanyadora | 49.  | 2 de març de 1981      | Los Angeles (3)                                                | Moqueta (i)  | Andrea Jaeger        | 6−4, 6−0                   |
| Guanyadora | 50.  | 9 de març de 1981      | Dallas (3)                                                     | Moqueta (i)  | Pam Shriver          | 6−2, 6−4                   |
| Guanyadora | 51.  | 23 de març de 1981     | Avon Circuit Championships (3)                                 | Moqueta (i)  | Andrea Jaeger        | 6−3, 7−6                   |
| Finalista  | 34.  | 20 d'abril de 1981     | Amelia Island (2)                                              | Terra batuda | Chris Evert          | 0−6, 0−6                   |
| Guanyadora | 52.  | 27 d'abril de 1981     | Orlando (3)                                                    | Terra batuda | Andrea Jaeger        | 7−5, 6−3                   |
| Finalista  | 35.  | 31 d'agost de 1981     | US Open, Estats Units                                          | Dura         | Tracy Austin         | 6−1, 6−7, 6−7              |
| Guanyadora | 53.  | 28 de setembre de 1981 | Minneapolis (2)                                                | Moqueta (i)  | Tracy Austin         | 6−0, 6−2                   |
| Guanyadora | 54.  | 5 d'octubre de 1981    | Tampa, Estats Units                                            | Dura         | Bettina Bunge        | 5−7, 6−2, 6−0              |
| Finalista  | 36.  | 26 d'octubre de 1981   | Filderstadt (2)                                                | Dura (i)     | Tracy Austin         | 6−4, 3−6, 4−6              |
| Guanyadora | 55.  | 21 de novembre de 1981 | Tòquio (2)                                                     | Moqueta (i)  | Chris Evert          | 6−3, 6−2                   |
| Finalista  | 37.  | 23 de novembre de 1981 | Sydney                                                         | Gespa        | Chris Evert          | 4−6, 6−2, 1−6              |
| Guanyadora | 56.  | 30 de novembre de 1981 | Open d'Austràlia                                               | Gespa        | Chris Evert          | 6−7(4), 6−4, 7−5           |
| Finalista  | 38.  | 14 de desembre de 1981 | Toyota Series Championships, East Rutherford, Estats Units (2) | Dura (i)     | Tracy Austin         | 6−2, 4−6, 2−6              |
| Guanyadora | 57.  | 4 de gener de 1982     | Washington DC (3)                                              | Moqueta (i)  | Anne Smith           | 6−2, 6−3                   |
| Guanyadora | 58.  | 18 de gener de 1982    | Seattle (2)                                                    | Moqueta (i)  | Andrea Jaeger        | 6−2, 6−0                   |
| Guanyadora | 59.  | 25 de gener de 1982    | Chicago (5)                                                    | Moqueta (i)  | Wendy Turnbull       | 6−4, 6−1                   |
| Guanyadora | 60.  | 8 de febrer de 1982    | Kansas City (3)                                                | Moqueta (i)  | Barbara Potter       | 6−2, 6−2                   |
| Guanyadora | 61.  | 8 de març de 1982      | Dallas (4)                                                     | Moqueta (i)  | Mima Jaušovec        | 6−3, 6−2                   |
| Finalista  | 39.  | 22 de març de 1982     | Avon Circuit Championships (3)                                 | Moqueta (i)  | Sylvia Hanika        | 6−1, 3−6, 4−6              |
| Guanyadora | 62.  | 5 d'abril de 1982      | Hilton Head, Estats Units                                      | Terra batuda | Andrea Jaeger        | 6−4, 6−2                   |
| Guanyadora | 63.  | 26 d'abril de 1982     | Orlando (4)                                                    | Terra batuda | Wendy Turnbull       | 6−2, 7−5                   |
| Guanyadora | 64.  | 24 de maig de 1982     | Roland Garros                                                  | Terra batuda | Andrea Jaeger        | 7−6(6), 6−1                |
| Guanyadora | 65.  | 14 de juny de 1982     | Eastbourne (2)                                                 | Gespa        | Hana Mandlíková      | 6−4, 6−3                   |
| Guanyadora | 66.  | 21 de juny de 1982     | Wimbledon (3)                                                  | Gespa        | Chris Evert          | 6−1, 3−6, 6−2              |
| Guanyadora | 67.  | 16 d'agost de 1982     | Mont-real (2)                                                  | Dura         | Andrea Jaeger        | 6−3, 7−5                   |
| Guanyadora | 68.  | 18 d'octubre de 1982   | Filderstadt                                                    | Dura (i)     | Tracy Austin         | 6−3, 6−3                   |
| Guanyadora | 69.  | 25 d'octubre de 1982   | Brighton (2)                                                   | Moqueta (i)  | Chris Evert          | 6−1, 6−4                   |
| Guanyadora | 70.  | 22 de novembre de 1982 | Sydney (2)                                                     | Gespa        | Evonne Goolagong     | 6−0, 3−6, 6−1              |
| Finalista  | 40.  | 2 de desembre de 1982  | Open d'Austràlia (2)                                           | Gespa        | Chris Evert          | 3−6, 6−2, 3−6              |
| Guanyadora | 71.  | 13 de desembre de 1982 | Toyota Series Championships, East Rutherford                   | Dura (i)     | Chris Evert          | 4−6, 6−1, 6−2              |
| Guanyadora | 72.  | 3 de gener de 1983     | Washington DC (4)                                              | Moqueta (i)  | Sylvia Hanika        | 6−1, 6−1                   |
| Guanyadora | 73.  | 10 de gener de 1983    | Houston (5)                                                    | Moqueta (i)  | Sylvia Hanika        | 6−3, 7−6                   |
| Guanyadora | 74.  | 14 de febrer de 1983   | Chicago (6)                                                    | Moqueta (i)  | Andrea Jaeger        | 6−3, 6−2                   |
| Guanyadora | 75.  | 7 de març de 1983      | Dallas (5)                                                     | Moqueta (i)  | Chris Evert          | 6−4, 6−0                   |
| Guanyadora | 76.  | 21 de març de 1983     | Virginia Slims Championships (4)                               | Moqueta (i)  | Chris Evert          | 6−2, 6−0                   |
| Guanyadora | 77.  | 4 d'abril de 1983      | Hilton Head (2)                                                | Terra batuda | Tracy Austin         | 5−7, 6−1, 6−0              |
| Guanyadora | 78.  | 18 d'abril de 1983     | Orlando (5)                                                    | Terra batuda | Andrea Jaeger        | 6−1, 7−5                   |
| Guanyadora | 79.  | 13 de juny de 1983     | Eastbourne (3)                                                 | Gespa        | Wendy Turnbull       | 6−1, 6−1                   |
| Guanyadora | 80.  | 20 de juny de 1983     | Wimbledon (4)                                                  | Gespa        | Andrea Jaeger        | 6−0, 6−3                   |
| Guanyadora | 81.  | 8 d'agost de 1983      | Manhattan Beach, Estats Units                                  | Dura         | Chris Evert          | 6−1, 6−3                   |
| Guanyadora | 82.  | 15 d'agost de 1983     | Toronto (3)                                                    | Dura         | Chris Evert          | 6−4, 4−6, 6−1              |
| Guanyadora | 83.  | 29 d'agost de 1983     | US Open                                                        | Dura         | Chris Evert          | 6−1, 6−3                   |
| Guanyadora | 84.  | 10 d'octubre de 1983   | Tarpon Springs, Estats Units                                   | Dura         | Pam Shriver          | 6−3, 6−2                   |
| Guanyadora | 85.  | 24 d'octubre de 1983   | Stuttgart, Alemanya Occidental                                 | Dura (i)     | Catherine Tanvier    | 6−1, 6−2                   |
| Guanyadora | 86.  | 19 de novembre de 1983 | Tòquio (3)                                                     | Moqueta (i)  | Chris Evert          | 6−2, 6−2                   |
| Guanyadora | 87.  | 28 de novembre de 1983 | Open d'Austràlia                                               | Gespa        | Kathy Jordan         | 6−2, 7−6                   |
| Finalista  | 41.  | 9 de gener de 1984     | Oakland                                                        | Moqueta (i)  | Hana Mandlíková      | 6−7(6), 6−3, 4−6           |
| Guanyadora | 88.  | 20 de febrer de 1984   | Livingston, Estats Units                                       | Moqueta (i)  | Chris Evert          | 6−2, 7−6                   |
| Guanyadora | 89.  | 27 de febrer de 1984   | Virginia Slims Championships (5)                               | Moqueta (i)  | Chris Evert          | 6−3, 7−5, 6−1              |
| Guanyadora | 90.  | 16 d'abril de 1984     | Amelia Island (2)                                              | Terra batuda | Chris Evert          | 6−2, 6−0                   |
| Guanyadora | 91.  | 23 d'abril de 1984     | Orlando (6)                                                    | Terra batuda | Laura Arraya         | 6−0, 6−1                   |
| Guanyadora | 92.  | 28 de maig de 1984     | Roland Garros (2)                                              | Terra batuda | Chris Evert          | 6−3, 6−1                   |
| Guanyadora | 93.  | 18 de juny de 1984     | Eastbourne (4)                                                 | Gespa        | Kathy Jordan         | 6−4, 6−1                   |
| Guanyadora | 94.  | 25 de juny de 1984     | Wimbledon (5)                                                  | Gespa        | Chris Evert          | 7−6, 6−2                   |
| Guanyadora | 95.  | 30 de juliol de 1984   | Newport, Estats Units                                          | Gespa        | Gigi Fernández       | 6−3, 7−6                   |
| Guanyadora | 96.  | 13 d'agost de 1984     | Mahwah, Estats Units                                           | Dura         | Pam Shriver          | 6−4, 4−6, 7−5              |
| Guanyadora | 97.  | 27 d'agost de 1984     | US Open (2)                                                    | Dura         | Chris Evert          | 4−6, 6−4, 6−4              |
| Guanyadora | 98.  | 17 de setembre de 1984 | Fort Lauderdale, Estats Units                                  | Dura         | Michelle Casati      | 6−1, 6−0                   |
| Guanyadora | 99.  | 24 de setembre de 1984 | Nova Orleans, Estats Units                                     | Moqueta (i)  | Zina Garrison        | 6−4, 6−3                   |
| Guanyadora | 100. | 19 de novembre de 1984 | Sydney (3)                                                     | Gespa        | Ann Henricksson      | 6−1, 6−1                   |
| Guanyadora | 101. | 7 de gener de 1985     | Washington DC (5)                                              | Moqueta (i)  | Manuela Maleeva      | 6−3, 6−2                   |
| Finalista  | 42.  | 21 de gener de 1985    | Key Biscayne, Estats Units                                     | Dura         | Chris Evert          | 2−6, 4−6                   |
| Guanyadora | 102. | 5 de febrer de 1985    | Delray Beach, Estats Units                                     | Dura         | Chris Evert          | 6−2, 6−4                   |
| Guanyadora | 103. | 11 de març de 1985     | Dallas (6)                                                     | Moqueta (i)  | Chris Evert          | 6−3, 6−4                   |
| Guanyadora | 104. | 18 de març de 1985     | Virginia Slims Championships (6)                               | Moqueta (i)  | Helena Suková        | 6−3, 7−5, 6−4              |
| Guanyadora | 105. | 22 d'abril de 1985     | Orlando (7)                                                    | Terra batuda | Katerina Maleeva     | 6−1, 6−0                   |
| Guanyadora | 106. | 29 d'abril de 1985     | Houston (6)                                                    | Terra batuda | Elise Burgin         | 6−4, 6−1                   |
| Finalista  | 43.  | 27 de maig de 1985     | Roland Garros                                                  | Terra batuda | Chris Evert          | 3−6, 7−6(4), 5−7           |
| Guanyadora | 107. | 17 de juny de 1985     | Eastbourne (5)                                                 | Gespa        | Helena Suková        | 6−4, 6−3                   |
| Guanyadora | 108. | 24 de juny de 1985     | Wimbledon (6)                                                  | Gespa        | Chris Evert          | 4−6, 6−3, 6−2              |
| Finalista  | 44.  | 26 d'agost de 1985     | US Open (2)                                                    | Dura         | Hana Mandlíková      | 6−7(3), 6−1, 6−7(2)        |
| Guanyadora | 109. | 30 de setembre de 1985 | Fort Lauderdale (2)                                            | Dura         | Steffi Graf          | 6−3, 6−1                   |
| Guanyadora | 110. | 11 de novembre de 1985 | Brisbane, Austràlia                                            | Gespa        | Pam Shriver          | 6−3, 7−5                   |
| Guanyadora | 111. | 18 de novembre de 1985 | Sydney (4)                                                     | Gespa        | Hana Mandlíková      | 3−6, 6−1, 6−2              |
| Guanyadora | 112. | 25 de novembre de 1985 | Open d'Austràlia (2)                                           | Gespa        | Chris Evert          | 6−2, 4−6, 6−2              |
| Guanyadora | 113. | 6 de gener de 1986     | Washington DC (6)                                              | Moqueta (i)  | Pam Shriver          | 6−1, 6−4                   |
| Guanyadora | 114. | 13 de gener de 1986    | Worcester, Estats Units                                        | Moqueta (i)  | Claudia Kohde-Kilsch | 4−6, 6−1, 6−4              |
| Guanyadora | 115. | 3 de març de 1986      | Princeton, Estats Units                                        | Moqueta (i)  | Helena Suková        | 3−6, 6−0, 7−6              |
| Guanyadora | 116. | 10 de març de 1986     | Dallas (7)                                                     | Moqueta (i)  | Chris Evert          | 6−2, 6−1                   |
| Guanyadora | 117. | 17 de març de 1986     | Virginia Slims Championships (7)                               | Moqueta (i)  | Hana Mandlíková      | 6−2, 6−0, 3−6, 6−1         |
| Finalista  | 45.  | 12 de maig de 1986     | Berlín, Alemanya Occidental                                    | Terra batuda | Steffi Graf          | 2−6, 3−6                   |
| Finalista  | 46.  | 26 de maig de 1986     | Roland Garros (2)                                              | Terra batuda | Chris Evert          | 6−2, 3−6, 3−6              |
| Guanyadora | 118. | 16 de juny de 1986     | Eastbourne (6)                                                 | Gespa        | Helena Suková        | 3−6, 6−3, 6−4              |
| Guanyadora | 119. | 23 de juny de 1986     | Wimbledon (7)                                                  | Gespa        | Hana Mandlíková      | 7−6, 6−3                   |
| Guanyadora | 120. | 11 d'agost de 1986     | Los Angeles (4)                                                | Dura         | Chris Evert          | 7−6, 6−3                   |
| Guanyadora | 121. | 25 d'agost de 1986     | US Open (3)                                                    | Dura         | Helena Suková        | 6−3, 6−2                   |
| Guanyadora | 122. | 29 de setembre de 1986 | Nova Orleans (2)                                               | Moqueta (i)  | Pam Shriver          | 6−1, 4−6, 6−2              |
| Guanyadora | 123. | 13 d'octubre de 1986   | Filderstadt (2)                                                | Dura (i)     | Hana Mandlíková      | 6−2, 6−3                   |
| Guanyadora | 124. | 3 de novembre de 1986  | Worcester (2)                                                  | Moqueta (i)  | Hana Mandlíková      | 6−2, 6−2                   |
| Guanyadora | 125. | 10 de novembre de 1986 | Chicago (7)                                                    | Moqueta (i)  | Hana Mandlíková      | 7−5, 7−5                   |
| Guanyadora | 126. | 17 de novembre de 1986 | Virginia Slims Championships (8)                               | Moqueta (i)  | Steffi Graf          | 7−6, 6−3, 6−2              |
| Finalista  | 47.  | 12 de gener de 1987    | Open d'Austràlia (3)                                           | Gespa        | Hana Mandlíková      | 5−7, 6−7(1)                |
| Finalista  | 48.  | 20 d'abril de 1987     | Houston (2)                                                    | Terra batuda | Chris Evert          | 6−3, 1−6, 6−7(4)           |
| Finalista  | 49.  | 25 de maig de 1987     | Roland Garros (3)                                              | Terra batuda | Steffi Graf          | 4−6, 6−4, 6−8              |
| Finalista  | 50.  | 15 de juny de 1987     | Eastbourne (2)                                                 | Gespa        | Helena Suková        | 6−7(5), 3−6                |
| Guanyadora | 127. | 22 de juny de 1987     | Wimbledon (8)                                                  | Gespa        | Steffi Graf          | 7−5, 6−3                   |
| Guanyadora | 128. | 31 d'agost de 1987     | US Open (4)                                                    | Dura         | Steffi Graf          | 7−6(4), 6−1                |
| Guanyadora | 129. | 12 d'octubre de 1987   | Filderstadt (3)                                                | Dura (i)     | Chris Evert          | 7−5, 6−1                   |
| Guanyadora | 130. | 9 de novembre de 1987  | Chicago (8)                                                    | Moqueta (i)  | Nataixa Zvéreva      | 6−1, 6−2                   |
| Guanyadora | 131. | 8 de febrer de 1988    | Dallas (8)                                                     | Moqueta (i)  | Pam Shriver          | 6−0, 6−3                   |
| Guanyadora | 132. | 15 de febrer de 1988   | Oakland (3)                                                    | Moqueta (i)  | Larisa Savchenko     | 6−1, 6−2                   |
| Guanyadora | 133. | 22 de febrer de 1988   | Fairfax (3)                                                    | Moqueta (i)  | Pam Shriver          | 6−0, 6−2                   |
| Guanyadora | 134. | 4 d'abril de 1988      | Hilton Head (3)                                                | Terra batuda | Gabriela Sabatini    | 6−1, 4−6, 6−4              |
| Guanyadora | 135. | 11 d'abril de 1988     | Amelia Island (3)                                              | Terra batuda | Gabriela Sabatini    | 6−0, 6−2                   |
| Finalista  | 51.  | 18 d'abril de 1988     | Houston (3)                                                    | Terra batuda | Chris Evert          | 0−6, 4−6                   |
| Guanyadora | 136. | 13 de juny de 1988     | Eastbourne (7)                                                 | Gespa        | Nataixa Zvéreva      | 6−2, 6−2                   |
| Finalista  | 52.  | 20 de juny de 1988     | Wimbledon                                                      | Gespa        | Steffi Graf          | 7−5, 2−6, 1−6              |
| Guanyadora | 137. | 10 d'octubre de 1988   | Filderstadt (4)                                                | Dura (i)     | Chris Evert          | 6−2, 6−3                   |
| Guanyadora | 138. | 31 d'octubre de 1988   | Worcester (3)                                                  | Moqueta (i)  | Nataixa Zvéreva      | 6−7, 6−4, 6−3              |
| Guanyadora | 139. | 7 de novembre de 1988  | Chicago (9)                                                    | Moqueta (i)  | Chris Evert          | 6−2, 6−2                   |
| Guanyadora | 140. | 9 de gener de 1989     | Sydney (5)                                                     | Dura         | Catarina Lindqvist   | 6−2, 6−4                   |
| Guanyadora | 141. | 30 de gener de 1989    | Tòquio                                                         | Moqueta (i)  | Lori McNeil          | 6−7, 6−3, 7−6              |
| Guanyadora | 142. | 12 de juny de 1989     | Birmingham, Regne Unit                                         | Gespa        | Zina Garrison        | 7−6, 6−3                   |
| Guanyadora | 143. | 19 de juny de 1989     | Eastbourne (8)                                                 | Gespa        | Raffaella Reggi      | 7−6, 6−2                   |
| Finalista  | 53.  | 26 de juny de 1989     | Wimbledon (2)                                                  | Gespa        | Steffi Graf          | 2−6, 7−6, 1−6              |
| Guanyadora | 144. | 7 d'agost de 1989      | Manhattan Beach (2)                                            | Dura         | Gabriela Sabatini    | 6−0, 6−2                   |
| Guanyadora | 145. | 21 d'agost de 1989     | Toronto (4)                                                    | Dura         | Arantxa Sánchez      | 6−2, 6−2                   |
| Finalista  | 54.  | 28 d'agost de 1989     | US Open (3)                                                    | Dura         | Steffi Graf          | 6−3, 5−7, 1−6              |
| Guanyadora | 146. | 18 de setembre de 1989 | Dallas (9)                                                     | Moqueta (i)  | Monica Seles         | 7−6, 6−3                   |
| Guanyadora | 147. | 30 d'octubre de 1989   | Worcester (4)                                                  | Moqueta (i)  | Zina Garrison        | 6−2, 6−3                   |
| Finalista  | 55.  | 13 de novembre de 1989 | Virginia Slims Championships, Nova York (2)                    | Moqueta (i)  | Steffi Graf          | 4−6, 5−7, 6−2, 2−6         |
| Guanyadora | 148. | 12 de febrer de 1990   | Chicago (10)                                                   | Moqueta (i)  | Manuela Maleeva      | 6−3, 6−2                   |
| Guanyadora | 149. | 19 de febrer de 1990   | Washington DC (7)                                              | Moqueta (i)  | Zina Garrison        | 6−1, 6−0                   |
| Guanyadora | 150. | 26 de febrer de 1990   | Indian Wells, Estats Units                                     | Dura         | Helena Suková        | 6−2, 5−7, 6−1              |
| Guanyadora | 151. | 2 d'abril de 1990      | Hilton Head (4)                                                | Terra batuda | Jennifer Capriati    | 6−2, 6−4                   |
| Finalista  | 56.  | 7 de maig de 1990      | Roma (3)                                                       | Terra batuda | Monica Seles         | 1−6, 1−6                   |
| Guanyadora | 152. | 18 de juny de 1990     | Eastbourne (9)                                                 | Gespa        | Gretchen Rush        | 6−0, 6−2                   |
| Guanyadora | 153. | 25 de juny de 1990     | Wimbledon (9)                                                  | Gespa        | Zina Garrison        | 6−4, 6−1                   |
| Finalista  | 57.  | 13 d'agost de 1990     | Los Angeles (3)                                                | Dura         | Monica Seles         | 4−6, 6−3, 6−7              |
| Finalista  | 58.  | 29 d'octubre de 1990   | Oakland (2)                                                    | Moqueta (i)  | Monica Seles         | 3−6, 6−7                   |
| Finalista  | 59.  | 28 de gener de 1991    | Tòquio                                                         | Moqueta (i)  | Gabriela Sabatini    | 6−2, 2−6, 4−6              |
| Guanyadora | 154. | 11 de febrer de 1991   | Chicago (11)                                                   | Moqueta (i)  | Zina Garrison        | 6−1, 6−2                   |
| Guanyadora | 155. | 25 de febrer de 1991   | Palm Springs, Estats Units                                     | Dura         | Monica Seles         | 6−2, 7−6                   |
| Guanyadora | 156. | 10 de juny de 1991     | Birmingham (2)                                                 | Gespa        | Nataixa Zvéreva      | 6−4, 7−6                   |
| Guanyadora | 157. | 17 de juny de 1991     | Eastbourne (10)                                                | Gespa        | Arantxa Sánchez      | 6−4, 6−4                   |
| Finalista  | 60.  | 26 d'agost de 1991     | US Open (4)                                                    | Dura         | Monica Seles         | 6−7(1), 1−6                |
| Finalista  | 61.  | 30 de setembre de 1991 | Milà, Itàlia                                                   | Moqueta (i)  | Monica Seles         | 3−6, 6−3, 4−6              |
| Finalista  | 62.  | 14 d'octubre de 1991   | Filderstadt (3)                                                | Dura (i)     | Anke Huber           | 6−2, 2−6, 6−7              |
| Guanyadora | 158. | 4 de novembre de 1991  | Oakland (4)                                                    | Moqueta (i)  | Monica Seles         | 6−3, 3−6, 6−3              |
| Finalista  | 63.  | 18 de novembre de 1991 | Virginia Slims Championships, Nova York (3)                    | Moqueta (i)  | Monica Seles         | 4−6, 6−3, 5−7, 0−6         |
| Finalista  | 64.  | 27 de gener de 1992    | Tòquio (2)                                                     | Moqueta (i)  | Gabriela Sabatini    | 2−6, 6−4, 2−6              |
| Guanyadora | 159. | 10 de febrer de 1992   | Chicago (12)                                                   | Moqueta (i)  | Jana Novotná         | 7−6, 4−6, 7−5              |
| Guanyadora | 160. | 23 de març de 1992     | San Antonio, Estats Units                                      | Dura         | Nathalie Tauziat     | 6−2, 6−1                   |
| Guanyadora | 161. | 10 d'agost de 1992     | Manhattan Beach (3)                                            | Dura         | Monica Seles         | 6−2, 6−4                   |
| Finalista  | 65.  | 5 d'octubre de 1992    | Zuric, Suïssa                                                  | Moqueta (i)  | Steffi Graf          | 6−2, 5−7, 5−7              |
| Guanyadora | 162. | 12 d'octubre de 1992   | Filderstadt (5)                                                | Dura (i)     | Gabriela Sabatini    | 7−6, 6−3                   |
| Finalista  | 66.  | 2 de novembre de 1992  | Oakland (3)                                                    | Moqueta (i)  | Monica Seles         | 3−6, 4−6                   |
| Finalista  | 67.  | 16 de novembre de 1992 | Virginia Slims Championships, Nova York (4)                    | Moqueta (i)  | Monica Seles         | 5−7, 3−6, 1−6              |
| Guanyadora | 163. | 1 de febrer de 1993    | Tòquio (2)                                                     | Moqueta (i)  | Larisa Neiland       | 6−2, 6−2                   |
| Finalista  | 68.  | 8 de febrer de 1993    | Chicago (2)                                                    | Moqueta (i)  | Monica Seles         | 6−3, 2−6, 1−6              |
| Guanyadora | 164. | 15 de febrer de 1993   | París, França                                                  | Moqueta (i)  | Monica Seles         | 6−3, 4−6, 7−6              |
| Guanyadora | 165. | 14 de juny de 1993     | Eastbourne (11)                                                | Gespa        | Miriam Oremans       | 2−6, 6−2, 6−3              |
| Guanyadora | 166. | 9 d'agost de 1993      | Los Angeles (5)                                                | Dura         | Arantxa Sánchez      | 7−5, 7−6                   |
| Finalista  | 69.  | 4 d'octubre de 1993    | Zuric (4)                                                      | Moqueta (i)  | Manuela Maleeva      | 3−6, 6−7                   |
| Guanyadora | 167. | 1 de novembre de 1993  | Oakland (5)                                                    | Moqueta (i)  | Zina Garrison        | 6−2, 7−6                   |
| Finalista  | 70.  | 31 de gener de 1994    | Tòquio (3)                                                     | Moqueta (i)  | Steffi Graf          | 2−6, 4−6                   |
| Guanyadora | 168. | 14 de febrer de 1994   | París (2)                                                      | Moqueta (i)  | Julie Halard         | 7−5, 6−3                   |
| Finalista  | 71.  | 2 de maig de 1994      | Roma (4)                                                       | Terra batuda | Conchita Martínez    | 6−7, 4−6                   |
| Finalista  | 72.  | 20 de juny de 1994     | Wimbledon (3)                                                  | Gespa        | Conchita Martínez    | 4−6, 6−3, 3−6              |
| Finalista  | 73.  | 31 d'octubre de 1994   | Oakland (4)                                                    | Moqueta (i)  | Arantxa Sánchez      | 6−1, 6−7, 6−7              |

#### Períodes com a número 1
| Núm. | Predecessora | Dates                   | Successora   | Setmanes | Acumulat |
| ---- | ------------ | ----------------------- | ------------ | -------- | -------- |
| 1.   | Chris Evert  | 10/07/1978 − 14/01/1979 | Chris Evert  | 26       | 26       |
| 2.   | Chris Evert  | 29/01/1979 − 25/02/1979 | Chris Evert  | 4        | 30       |
| 3.   | Chris Evert  | 16/04/1979 − 24/06/1979 | Chris Evert  | 10       | 40       |
| 4.   | Chris Evert  | 10/09/1979 − 06/04/1980 | Tracy Austin | 31       | 71       |
| 5.   | Tracy Austin | 21/04/1980 − 29/06/1980 | Chris Evert  | 11       | 82       |
| 6.   | Chris Evert  | 03/05/1982 − 16/05/1982 | Chris Evert  | 2        | 84       |
| 7.   | Chris Evert  | 14/06/1982 − 09/06/1985 | Chris Evert  | 156      | 240      |
| 8.   | Chris Evert  | 14/10/1985 − 27/10/1985 | Chris Evert  | 2        | 242      |
| 9.   | Chris Evert  | 25/11/1985 − 16/08/1987 | Steffi Graf  | 90       | 332      |

### Dobles femenins: 223 (177−61)
| Llegenda                      |
| ----------------------------- |
| Grand Slam (31−6)             |
| WTA Tour Championships (16−0) |
| Tier I (9−3)                  |
| Tier II (13−15)               |
| Tier III (10−2)               |
| Tier IV (2−0)                 |
| Tier V (0−0)                  |
| Virginia Slims (96−35)        |

| Títols per superfície |
| --------------------- |
| Dura (0−0)            |
| Gespa (0−0)           |
| Terra batuda (0−0)    |
| Moqueta (0−0)         |

| Llegenda                      |
| ----------------------------- |
| Grand Slam (31−6)             |
| WTA Tour Championships (16−0) |
| Tier I (9−3)                  |
| Tier II (13−15)               |
| Tier III (10−2)               |
| Tier IV (2−0)                 |
| Tier V (0−0)                  |
| Virginia Slims (96−35)        |

| Títols per superfície |
| --------------------- |
| Dura (0−0)            |
| Gespa (0−0)           |
| Terra batuda (0−0)    |
| Moqueta (0−0)         |

| Resultat   | Núm. | Data                   | Torneig                                                    | Superfície   | Parella             | Oponents                                | Marcador            |
| ---------- | ---- | ---------------------- | ---------------------------------------------------------- | ------------ | ------------------- | --------------------------------------- | ------------------- |
| Finalista  | 1.   | 2 d'abril de 1973      | Sarasota, Estats Units                                     | Terra batuda | Marie Neumanova     | Patti Hogan Sharon Walsh                | 6−4, 0−6, 3−6       |
| Finalista  | 2.   | 4 de juny de 1973      | Roma, Itàlia                                               | Terra batuda | Renáta Tomanová     | Olga Morozova Virginia Wade             | 6−3, 2−6, 5−7       |
| Guanyadora | 1.   | 23 de juliol de 1973   | Bratislava, Txecoslovàquia                                 | Terra batuda | Renáta Tomanová     | ·                                       |                     |
| Finalista  | 3.   | 20 d'agost de 1973     | Toronto, Canadà                                            | Terra batuda | Helga Masthoff      | Evonne Goolagong Peggy Michel           | 3−6, 2−6            |
| Finalista  | 4.   | 10 de setmebre de 1973 | Charlotte, Estats Units                                    | Terra batuda | Ilana Kloss         | Evonne Goolagong Janet Young            | 2−6, 0−6            |
| Guanyadora | 2.   | 4 de març de 1974      | Dallas, Estats Units                                       | Moqueta      | Ma Fernandez        | Karen Krantzcke Virginia Wade           | 6−3, 3−6, 6−3       |
| Finalista  | 5.   | 20 de maig de 1974     | Hamburg, Alemanya Occidental                               | Terra batuda | Renáta Tomanová     | Raquel Giscafré Helga Schultze          | 3−6, 2−6            |
| Finalista  | 6.   | 2 de desembre de 1974  | Adelaida, Austràlia                                        | Gespa        | Kazuko Sawamatsu    | Evonne Goolagong Peggy Michel           | 3−6, 6−4, 5−7       |
| Guanyadora | 3.   | 8 de desembre de 1974  | Perth, Austràlia                                           | Gespa        | Olga Morozova       | Lesley Hunt Naoko Sawamatsu             | 6−1, 6−3            |
| Finalista  | 7.   | 16 de desembre de 1974 | Sydney, Austràlia                                          | Gespa        | Olga Morozova       | Evonne Goolagong Peggy Michel           | 7−6, 4−6, 1−6       |
| Finalista  | 8.   | 2 de febrer de 1975    | Akron, Estats Units                                        | Moqueta (i)  | Chris Evert         | Françoise Dürr Betty Stöve              | 5−7, 6−7(4)         |
| Guanyadora | 4.   | 9 de febrer de 1975    | Chicago, Estats Units                                      | Moqueta (i)  | Chris Evert         | Margaret Court Olga Morozova            | 6−2, 7−6(1)         |
| Guanyadora | 5.   | 16 de febrer de 1975   | Detroit, Estats Units                                      | Moqueta (i)  | Lesley Hunt         | Françoise Dürr Betty Stöve              | 2−6, 7−5, 6−2       |
| Finalista  | 9.   | 2 de març de 1975      | Boston, Estats Units                                       | Moqueta (i)  | Chris Evert         | Rosie Casals Billie Jean King           | 3−6, 4−6            |
| Guanyadora | 6.   | 26 de març de 1975     | Roma                                                       | Terra batuda | Chris Evert         | Sue Barker Glynis Coles                 | 6−1, 6−2            |
| Guanyadora | 7.   | 2 de juny de 1975      | Roland Garros, França                                      | Terra batuda | Chris Evert         | Julie Anthony Olga Morozova             | 6−3, 6−2            |
| Guanyadora | 8.   | 20 d'agost de 1975     | Harrison, Estats Units                                     | Terra batuda | Chris Evert         | Margaret Court Virginia Wade            | 7−5, 6−7, 6−4       |
| Guanyadora | 9.   | 15 de setembre de 1975 | Atlanta, Estats Units                                      | Moqueta (i)  | Chris Evert         | Françoise Dürr Betty Stöve              | 6−4, 5−7, 6−2       |
| Finalista  | 10.  | 22 de setembre de 1975 | Denver, Estats Units                                       | Moqueta (i)  | Rosie Casals        | Françoise Dürr Betty Stöve              | 6−3, 1−6, 6−7       |
| Guanyadora | 10.  | 29 de setembre de 1975 | Palm Springs, Estats Units                                 | Dura         | Chris Evert         | Gail Glasgow B-A. Grubb Stuart          | 6−3, 7−5            |
| Finalista  | 11.  | 6 d'octubre de 1975    | Phoenix, Estats Units                                      | Dura         | Rosie Casals        | Françoise Dürr Betty Stöve              | 7−6, 4−6, 0−6       |
| Finalista  | 12.  | 13 d'octubre de 1975   | Orlando, Estats Units                                      | Terra batuda | Chris Evert         | Rosie Casals Wendy Overton              | Renúncia            |
| Finalista  | 13.  | 12 de gener de 1976    | Houston, Estats Units                                      | Moqueta (i)  | Chris Evert         | Rosie Casals Françoise Dürr             | 0−6, 5−7            |
| Finalista  | 14.  | 25 de gener de 1976    | Chicago                                                    | Moqueta (i)  | Chris Evert         | Olga Morozova Virginia Wade             | 7−6(4), 4−6, 4−6    |
| Guanyadora | 11.  | 23 de febrer de 1976   | Sarasota                                                   | Moqueta (i)  | Betty Stöve         | M. Guerrant-Schallau Ann Kiyomura       | 6−1, 6−0            |
| Finalista  | 15.  | 14 de juny de 1976     | Eastbourne, Regne Unit                                     | Gespa        | Chris Evert         | Olga Morozova Virginia Wade             | Renúncia            |
| Guanyadora | 12.  | 21 de juny de 1976     | Wimbledon, Regne Unit                                      | Gespa        | Chris Evert         | Billie Jean King Betty Stöve            | 6−1, 3−6, 7−5       |
| Finalista  | 16.  | 12 d'octubre de 1976   | Hilton Head, Estats Units                                  | Terra batuda | Virginia Wade       | Sue Barker Evonne Goolagong             | 4−6, 6−4, 3−6       |
| Guanyadora | 13.  | 18 d'octubre de 1976   | Palm Springs (2)                                           | Dura         | Chris Evert         | Billie Jean King Betty Stöve            | 6−2, 6−4            |
| Guanyadora | 14.  | 5 de desembre de 1976  | Sydney                                                     | Gespa        | Betty Stöve         | Françoise Dürr Ann Kiyomura             | 6−3, 7−5            |
| Guanyadora | 15.  | 10 de gener de 1977    | Hollywood, Estats Units                                    | Moqueta (i)  | Betty Stöve         | Rosie Casals Chris Evert                | 6−4, 3−6, 6−4       |
| Guanyadora | 16.  | 17 de gener de 1977    | Houston                                                    | Moqueta (i)  | Betty Stöve         | Sue Barker Ann Kiyomura                 | 4−6, 6−2, 6−4       |
| Guanyadora | 17.  | 24 de gener de 1977    | Minneapolis, Estats Units                                  | Moqueta (i)  | Rosie Casals        | Mima Jaušovec Virginia Ruzici           | 6−2, 6−1            |
| Finalista  | 17.  | 31 de gener de 1977    | Seattle, Estats Units                                      | Moqueta (i)  | Françoise Dürr      | Rosie Casals Chris Evert                | 4−6, 6−3, 3−6       |
| Guanyadora | 18.  | 9 de febrer de 1977    | Washington DC, Estats Units                                | Moqueta (i)  | Betty Stöve         | K. Kemmer-Shaw Valerie Ziegenfuss       | 7−5, 6−2            |
| Finalista  | 18.  | 14 de febrer de 1977   | Los Angeles, Estats Units                                  | Moqueta (i)  | Betty Stöve         | Rosie Casals Chris Evert                | 2−6, 4−6            |
| Guanyadora | 19.  | 22 de febrer de 1977   | Detroit (2)                                                | Moqueta (i)  | Betty Stöve         | Janet Newberry JoAnne Russell           | 6−3, 6−4            |
| Guanyadora | 20.  | 7 de març de 1977      | Dallas (2)                                                 | Moqueta (i)  | Betty Stöve         | Kerry Reid Greer Stevens                | 6−2, 6−4            |
| Guanyadora | 21.  | 4 d'abril de 1977      | Bridgestone Doubles, Tòquio, Japó                          | Moqueta (i)  | Betty Stöve         | Françoise Dürr Virginia Wade            | 7−5, 6−3            |
| Finalista  | 19.  | 14 de maig de 1977     | Filadèlfia, Estats Units                                   | Moqueta (i)  | Betty Stöve         | Françoise Dürr Virginia Wade            | 4−6, 6−4, 4−6       |
| Finalista  | 20.  | 20 de juny de 1977     | Wimbledon                                                  | Gespa        | Betty Stöve         | Helen Gourlay JoAnne Russell            | 3−6, 3−6            |
| Guanyadora | 22.  | 17 d'agost de 1977     | Charlotte                                                  | Terra batuda | Betty Stöve         | Regina Maršíková Pam Teeguarden         | 6−3, 6−4            |
| Guanyadora | 23.  | 1 de setembre de 1977  | US Open, Estats Units                                      | Dura         | Betty Stöve         | Renée Richards B-A. Grubb Stuart        | 6−1, 7−6            |
| Guanyadora | 24.  | 3 d'octubre de 1977    | Atlanta (2)                                                | Moqueta (i)  | Betty Stöve         | Brigitte Cuypers Marise Kruger          | 6−4, 6−2            |
| Guanyadora | 25.  | 10 d'octubre de 1977   | Phoenix                                                    | Dura         | Billie Jean King    | Helen Gourlay JoAnne Russell            | 6−1, 7−5            |
| Finalista  | 21.  | 17 d'octubre de 1977   | São Paulo, Brasil                                          | Dura         | Betty Stöve         | Kerry Reid Wendy Turnbull               | 3−6, 7−5, 2−6       |
| Guanyadora | 26.  | 2 de gener de 1978     | Washington DC (2)                                          | Moqueta (i)  | Billie Jean King    | Betty Stöve Wendy Turnbull              | 6−3, 7−5            |
| Guanyadora | 27.  | 16 de gener de 1978    | Houston (2)                                                | Moqueta (i)  | Billie Jean King    | Mona Guerrant Greer Stevens             | 7−6, 4−6, 7−6       |
| Guanyadora | 28.  | 20 de febrer de 1978   | Detroit (3)                                                | Moqueta (i)  | Billie Jean King    | Kerry Reid Wendy Turnbull               | 6−3, 6−4            |
| Guanyadora | 29.  | 27 de febrer de 1978   | Kansas City (4)                                            | Moqueta (i)  | Billie Jean King    | Kerry Reid Wendy Turnbull               | 6−4, 6−4            |
| Guanyadora | 30.  | 6 de març de 1978      | Dallas (3)                                                 | Moqueta (i)  | Anne Smith          | Evonne Goolagong Betty Stöve            | 6−3, 7−6            |
| Guanyadora | 31.  | 13 de març de 1978     | Boston                                                     | Moqueta (i)  | Billie Jean King    | Evonne Goolagong Betty Stöve            | 6−3, 6−2            |
| Guanyadora | 32.  | 5 d'abril de 1978      | Bridgestone Doubles, Salt Lake City, Estats Units          | Moqueta (i)  | Billie Jean King    | Françoise Dürr Virginia Wade            | 6−4, 6−4            |
| Guanyadora | 33.  | 10 d'abril de 1978     | Hilton Head, Estats Units                                  | Terra batuda | Billie Jean King    | Mona Guerrant Greer Stevens             | 6−3, 7−5            |
| Finalista  | 22.  | 19 de juny de 1978     | Eastbourne (2)                                             | Gespa        | Billie Jean King    | Chris Evert Betty Stöve                 | 4−6, 7−6, 5−7       |
| Guanyadora | 34.  | 28 d'agost de 1978     | US Open (2)                                                | Dura         | Billie Jean King    | Kerry Reid Wendy Turnbull               | 7−6, 6−4            |
| Finalista  | 23.  | 25 de setembre de 1978 | Atlanta                                                    | Moqueta (i)  | Anne Smith          | Françoise Dürr Virginia Wade            | 6−4, 2−6, 4−6       |
| Guanyadora | 35.  | 6 de novembre de 1978  | Clearwater, Estats Units                                   | Dura         | Anne Smith          | Kerry Reid Wendy Turnbull               | 7−6, 6−3            |
| Guanyadora | 36.  | 13 de novembre de 1978 | Colgate Series Championships, Palm Springs, Estats Units   | Dura         | Billie Jean King    | Kerry Reid Wendy Turnbull               | 6−3, 6−4            |
| Guanyadora | 37.  | 15 de gener de 1979    | Houston (3)                                                | Moqueta (i)  | Janet Newberry      | Pam Shriver Betty Stöve                 | 4−6, 6−4, 6−2       |
| Guanyadora | 38.  | 26 de febrer de 1979   | Dallas (4)                                                 | Moqueta (i)  | Anne Smith          | Rosie Casals Chris Evert                | 7−6, 6−2            |
| Guanyadora | 39.  | 10 d'abril de 1978     | Hilton Head (2)                                            | Terra batuda | Rosie Casals        | Françoise Dürr Betty Stöve              | 6−4, 7−5            |
| Finalista  | 24.  | 2 d'octubre de 1978    | Phoenix (2)                                                | Dura         | Anne Smith          | Tracy Austin Betty Stöve                | 4−6, 7−6, 2−6       |
| Finalista  | 25.  | 12 de febrer de 1979   | Los Angeles (2)                                            | Moqueta (i)  | Anne Smith          | Rosie Casals Chris Evert                | 4−6, 6−1, 3−6       |
| Guanyadora | 40.  | 25 de juny de 1979     | Wimbledon (2)                                              | Gespa        | Billie Jean King    | Betty Stöve Wendy Turnbull              | 5−7, 6−3, 6−2       |
| Guanyadora | 41.  | 30 de juliol de 1979   | San Diego, Estats Units                                    | Dura         | Rosie Casals        | Ann Kiyomura Betty-Ann Stuart           | 3−6, 6−4, 6−2       |
| Finalista  | 26.  | 10 de juny de 1979     | Chichester, Regne Unit                                     | Gespa        | Billie Jean King    | Greer Stevens Wendy Turnbull            | 3−6, 6−1, 5−7       |
| Finalista  | 27.  | 13 d'agost de 1979     | Richmond, Estats Units                                     | Dura         | Billie Jean King    | Betty Stöve Wendy Turnbull              | 1−6, 4−6            |
| Finalista  | 28.  | 28 d'agost de 1979     | US Open                                                    | Dura         | Billie Jean King    | Betty Stöve Wendy Turnbull              | 4−6, 3−6            |
| Guanyadora | 42.  | 1 d'octubre de 1979    | Minneapolis (2)                                            | Moqueta (i)  | Billie Jean King    | Betty Stöve Wendy Turnbull              | 6−4, 7−6            |
| Guanyadora | 43.  | 5 de novembre de 1979  | Filderstadt, Alemanya Occidental                           | Dura (i)     | Billie Jean King    | Betty Stöve Wendy Turnbull              | 6−3, 6−3            |
| Guanyadora | 44.  | 2 de gener de 1980     | Colgate Series Championships, Landover, Estats Units (2)   | Moqueta (i)  | Billie Jean King    | Rosie Casals Chris Evert                | 6−4, 6−3            |
| Guanyadora | 45.  | 14 de gener de 1980    | Kansas City (5)                                            | Moqueta (i)  | Billie Jean King    | Laura Du Pont Pam Shriver               | 6−3, 6−1            |
| Guanyadora | 46.  | 21 de gener de 1980    | Chicago (2)                                                | Moqueta (i)  | Billie Jean King    | Sylvia Hanika Kathy Jordan              | 6−3, 6−4            |
| Guanyadora | 47.  | 4 de febrer de 1980    | Los Angeles                                                | Moqueta (i)  | Rosie Casals        | Kathy Jordan Anne Smith                 | 7−6, 6−2            |
| Guanyadora | 48.  | 3 de març de 1980      | Dallas (5)                                                 | Moqueta (i)  | Billie Jean King    | Rosie Casals Wendy Turnbull             | 4−6, 6−3, 6−3       |
| Guanyadora | 49.  | 17 de març de 1980     | The Avon Championships, Nova York, Estats Units            | Moqueta (i)  | Billie Jean King    | Rosie Casals Wendy Turnbull             | 6−3, 4−6, 6−3       |
| Guanyadora | 50.  | 4 d'abril de 1980      | Bridgestone Doubles, Tòquio (2)                            | Moqueta (i)  | Billie Jean King    | Sue Barker Ann Kiyomura                 | 7−5, 6−3            |
| Guanyadora | 51.  | 21 de juliol de 1980   | Richmond                                                   | Moqueta (i)  | Billie Jean King    | Pam Shriver Anne Smith                  | 6−4, 4−6, 6−3       |
| Guanyadora | 52.  | 18 d'agost de 1980     | Mahwah, Estats Units                                       | Dura         | Candy Reynolds      | Pam Shriver Betty Stöve                 | 4−6, 6−3, 6−1       |
| Guanyadora | 53.  | 26 d'agost de 1980     | US Open (3)                                                | Dura         | Billie Jean King    | Pam Shriver Betty Stöve                 | 7−6, 7−5            |
| Finalista  | 29.  | 15 de setembre de 1980 | Las Vegas, Estats Units                                    | Dura (i)     | Betty Stöve         | Kathy Jordan Anne Smith                 | 6−2, 4−6, 3−6       |
| Finalista  | 30.  | 13 d'octubre de 1980   | Deerfield Beach, Estats Units                              | Dura         | Candy Reynolds      | Andrea Jaeger Regina Maršíková          | 6−1, 1−6, 2−6       |
| Finalista  | 31.  | 20 d'octubre de 1980   | Brighton, Regne Unit                                       | Moqueta (i)  | Betty Stöve         | Kathy Jordan Anne Smith                 | 3−6, 5−7            |
| Guanyadora | 54.  | 24 de novembre de 1980 | Open d'Austràlia, Austràlia                                | Gespa        | Betsy Nagelsen      | Ann Kiyomura Candy Reynolds             | 6−4, 6−4            |
| Finalista  | 32.  | 19 de gener de 1981    | Cincinnati, Estats Units                                   | Moqueta (i)  | Pam Shriver         | Kathy Jordan Anne Smith                 | 6−1, 3−6, 3−6       |
| Guanyadora | 55.  | 26 de gener de 1981    | Chicago (3)                                                | Moqueta (i)  | Pam Shriver         | Barbara Potter Sharon Walsh             | 6−3, 6−4            |
| Finalista  | 33.  | 9 de febrer de 1981    | Oakland, Estats Units                                      | Moqueta (i)  | Virginia Wade       | Rosie Casals Wendy Turnbull             | 1−6, 4−6            |
| Guanyadora | 56.  | 9 de març de 1981      | Dallas (6)                                                 | Moqueta (i)  | Pam Shriver         | Kathy Jordan Anne Smith                 | 6−2, 6−2            |
| Guanyadora | 57.  | 22 de març de 1981     | The Avon Championships, Nova York (2)                      | Moqueta (i)  | Pam Shriver         | Barbara Potter Sharon Walsh             | 6−0, 7−6            |
| Guanyadora | 58.  | 27 d'abril de 1981     | Orlando                                                    | Dura         | Pam Shriver         | Rosie Casals Wendy Turnbull             | 6−1, 7−6            |
| Guanyadora | 59.  | 15 de juny de 1981     | Eastbourne                                                 | Gespa        | Pam Shriver         | Kathy Jordan Anne Smith                 | 6−7, 6−2, 6−1       |
| Guanyadora | 60.  | 22 de juny de 1981     | Wimbledon (3)                                              | Gespa        | Pam Shriver         | Kathy Jordan Anne Smith                 | 6−3, 7−6            |
| Guanyadora | 61.  | 17 d'agost de 1981     | Toronto                                                    | Dura         | Pam Shriver         | Candy Reynolds Anne Smith               | 7−6, 7−6            |
| Guanyadora | 62.  | 2 d'agost de 1981      | Minneapolis (3)                                            | Moqueta (i)  | Anne Smith          | Rosie Casals Wendy Turnbull             | 6−3, 7−5            |
| Finalista  | 34.  | 5 d'octubre de 1981    | Tampa, Estats Units                                        | Dura         | Renáta Tomanová     | Rosie Casals Wendy Turnbull             | 3−6, 4−6            |
| Guanyadora | 63.  | 26 d'octubre de 1981   | Filderstadt (2)                                            | Moqueta (i)  | Mima Jaušovec       | Barbara Potter Anne Smith               | 6−4, 6−2            |
| Guanyadora | 64.  | 23 de novembre de 1981 | Sydney (2)                                                 | Gespa        | Pam Shriver         | Kathy Jordan Anne Smith                 | 6−7, 6−2, 6−4       |
| Finalista  | 35.  | 30 de novembre de 1981 | Open d'Austràlia                                           | Gespa        | Pam Shriver         | Kathy Jordan Anne Smith                 | 2−6, 5−7            |
| Guanyadora | 65.  | 14 de desembre de 1981 | Toyota Series Championships, East Rutherford, Estats Units | Dura (i)     | Pam Shriver         | Rosie Casals Wendy Turnbull             | 6−3, 6−4            |
| Finalista  | 36.  | 4 de gener de 1982     | Washington DC                                              | Moqueta (i)  | Pam Shriver         | Kathy Jordan Anne Smith                 | 2−6, 6−3, 1−6       |
| Guanyadora | 66.  | 25 de gener de 1982    | Chicago (4)                                                | Moqueta (i)  | Pam Shriver         | Rosie Casals Wendy Turnbull             | 7−5, 6−4            |
| Guanyadora | 67.  | 8 de març de 1982      | Dallas (7)                                                 | Moqueta (i)  | Pam Shriver         | Ilana Kloss Billie Jean King            | 6−4, 6−4            |
| Guanyadora | 68.  | 24 de març de 1982     | The Avon Championships, Nova York (3)                      | Moqueta (i)  | Pam Shriver         | Kathy Jordan Anne Smith                 | 6−4, 6−3            |
| Guanyadora | 69.  | 5 d'abril de 1982      | Hilton Head (3)                                            | Terra batuda | Pam Shriver         | JoAnne Russell Virginia Ruzici          | 6−1, 6−2            |
| Guanyadora | 70.  | 12 d'abril de 1982     | Bridgestone Doubles, Fort Worth, Estats Units (3)          | Terra batuda | Pam Shriver         | Kathy Jordan Anne Smith                 | 7−5, 6−3            |
| Guanyadora | 71.  | 24 de maig de 1982     | Roland Garros (2)                                          | Terra batuda | Anne Smith          | Rosie Casals Wendy Turnbull             | 6−3, 6−4            |
| Guanyadora | 72.  | 14 de juny de 1982     | Eastbourne (2)                                             | Gespa        | Pam Shriver         | Kathy Jordan Anne Smith                 | 6−3, 6−4            |
| Guanyadora | 73.  | 21 de juny de 1982     | Wimbledon (4)                                              | Gespa        | Pam Shriver         | Kathy Jordan Anne Smith                 | 7−5, 6−1            |
| Guanyadora | 74.  | 15 d'agost de 1982     | Mont-real (2)                                              | Dura         | Candy Reynolds      | Barbara Potter Sharon Walsh             | 6−4, 6−4            |
| Guanyadora | 75.  | 18 d'octubre de 1982   | Filderstadt (3)                                            | Moqueta (i)  | Pam Shriver         | Candy Reynolds Anne Smith               | 6−2, 6−0            |
| Guanyadora | 76.  | 25 d'octubre de 1982   | Brighton                                                   | Moqueta (i)  | Pam Shriver         | Barbara Potter Sharon Walsh             | 2−6, 7−5, 6−4       |
| Guanyadora | 77.  | 22 de novembre de 1982 | Sydney (3)                                                 | Gespa        | Pam Shriver         | Claudia Kohde-Kilsch Eva Pfaff          | 6−2, 2−6, 7−6       |
| Guanyadora | 78.  | 29 de novembre de 1982 | Open d'Austràlia (2)                                       | Gespa        | Pam Shriver         | Claudia Kohde-Kilsch Eva Pfaff          | 6−4, 6−2            |
| Guanyadora | 79.  | 14 de desembre de 1982 | Toyota Series Championships, East Rutherford (2)           | Moqueta (i)  | Pam Shriver         | Candy Reynolds Paula Smith              | 6−4, 7−5            |
| Guanyadora | 80.  | 3 de gener de 1983     | Washington DC (3)                                          | Moqueta (i)  | Pam Shriver         | Kathy Jordan Anne Smith                 | 4−6, 7−5, 6−3       |
| Guanyadora | 81.  | 10 de juny de 1983     | Houston (4)                                                | Moqueta (i)  | Pam Shriver         | Jo Durie Barbara Potter                 | 6−4, 6−3            |
| Guanyadora | 82.  | 14 de febrer de 1983   | Chicago (5)                                                | Moqueta (i)  | Pam Shriver         | Kathy Jordan Anne Smith                 | 6−1, 6−2            |
| Guanyadora | 83.  | 7 de març de 1983      | Dallas (8)                                                 | Moqueta (i)  | Pam Shriver         | Rosie Casals Wendy Turnbull             | 6−3, 6−2            |
| Guanyadora | 84.  | 23 de març de 1983     | Virginia Slims Championships, Nova York (4)                | Moqueta (i)  | Pam Shriver         | Claudia Kohde-Kilsch Eva Pfaff          | 7−5, 6−2            |
| Guanyadora | 85.  | 4 d'abril de 1983      | Hilton Head (4)                                            | Terra batuda | Candy Reynolds      | Andrea Jaeger Paula Smith               | 6−2, 6−3            |
| Finalista  | 37.  | 18 d'abril de 1983     | Orlando (2)                                                | Terra batuda | Pam Shriver         | Kathy Jordan Anne Smith                 | 3−6, 6−1, 7−6(9)    |
| Guanyadora | 86.  | 13 de juny de 1983     | Eastbourne (3)                                             | Gespa        | Pam Shriver         | Jo Durie Anne Hobbs                     | 6−1, 6−0            |
| Guanyadora | 87.  | 20 de juny de 1983     | Wimbledon (5)                                              | Gespa        | Pam Shriver         | Rosie Casals Wendy Turnbull             | 6−2, 6−2            |
| Guanyadora | 88.  | 8 d'agost de 1983      | Los Angeles (2)                                            | Dura         | Pam Shriver         | Betsy Nagelsen Virginia Ruzici          | 6−1, 6−0            |
| Guanyadora | 89.  | 30 d'agost de 1983     | US Open (4)                                                | Dura         | Pam Shriver         | Rosalyn Fairbank Candy Reynolds         | 6−7, 6−1, 6−3       |
| Guanyadora | 90.  | 10 d'octubre de 1983   | Tampa                                                      | Dura         | Pam Shriver         | Bonnie Gadusek Wendy White              | 6−0, 6−1            |
| Guanyadora | 91.  | 24 d'octubre de 1983   | Filderstadt (4)                                            | Moqueta (i)  | Candy Reynolds      | Virginia Ruzici Catherine Tanvier       | 6−2, 6−1            |
| Guanyadora | 92.  | 29 de novembre de 1983 | Open d'Austràlia (3)                                       | Gespa        | Pam Shriver         | Anne Hobbs Wendy Turnbull               | 6−4, 6−7, 6−2       |
| Guanyadora | 93.  | 9 de gener de 1984     | Oakland                                                    | Moqueta (i)  | Pam Shriver         | Rosie Casals Alycia Moulton             | 6−2, 6−3            |
| Guanyadora | 94.  | 20 de febrer de 1984   | East Hanover, Estats Units                                 | Moqueta (i)  | Pam Shriver         | Jo Durie Ann Kiyomura                   | 6−4, 6−3            |
| Guanyadora | 95.  | 28 de febrer de 1984   | Virginia Slims Championships, Nova York (5)                | Moqueta (i)  | Pam Shriver         | Jo Durie Ann Kiyomura                   | 6−3, 6−1            |
| Guanyadora | 96.  | 28 de maig de 1984     | Roland Garros (3)                                          | Terra batuda | Pam Shriver         | Rosie Casals Wendy Turnbull             | 6−3, 6−4            |
| Guanyadora | 97.  | 18 de juny de 1984     | Eastbourne (4)                                             | Gespa        | Pam Shriver         | Jo Durie Ann Kiyomura Hayashi           | 6−4, 6−2            |
| Guanyadora | 98.  | 25 de juny de 1984     | Wimbledon (6)                                              | Gespa        | Pam Shriver         | Kathy Jordan Anne Smith                 | 6−4, 6−3            |
| Guanyadora | 99.  | 13 d'agost de 1984     | Mahwah (2)                                                 | Dura         | Pam Shriver         | Jo Durie Ann Kiyomura Hayashi           | 7−5, 3−6, 6−2       |
| Guanyadora | 100. | 28 d'agost de 1984     | US Open (5)                                                | Dura         | Pam Shriver         | Anne Hobbs Wendy Turnbull               | 6−2, 6−4            |
| Guanyadora | 101. | 17 de setembre de 1984 | Fort Lauderdale, Estats Units                              | Dura         | Elizabeth Smylie    | Barbara Potter Sharon Walsh             | 2−6, 6−2, 6−3       |
| Guanyadora | 102. | 24 de setembre de 1984 | Nova Orleans, Estats Units                                 | Moqueta (i)  | Pam Shriver         | Wendy Turnbull Sharon Walsh             | 6−4, 6−1            |
| Guanyadora | 103. | 12 de novembre de 1984 | Brisbane, Austràlia                                        | Gespa        | Pam Shriver         | Bettina Bunge Eva Pfaff                 | 6−3, 6−2            |
| Guanyadora | 104. | 26 de novembre de 1984 | Open d'Austràlia (4)                                       | Gespa        | Pam Shriver         | Claudia Kohde-Kilsch Helena Suková      | 6−3, 6−4            |
| Guanyadora | 105. | 7 de gener de 1985     | Washington DC (4)                                          | Moqueta (i)  | Gigi Fernández      | Claudia Kohde-Kilsch Helena Suková      | 6−3, 3−6, 6−3       |
| Guanyadora | 106. | 5 de febrer de 1985    | Delray Beach, Estats Units                                 | Dura         | Gigi Fernández      | Barbara Jordan Hana Mandlíková          | 7−6(4), 6−2         |
| Guanyadora | 107. | 4 de març de 1985      | Princeton, Estats Units                                    | Moqueta (i)  | Pam Shriver         | Marcella Mesker Elizabeth Smylie        | 7−5, 6−2            |
| Guanyadora | 108. | 18 de març de 1985     | Virginia Slims Championships, Nova York (6)                | Moqueta (i)  | Pam Shriver         | Claudia Kohde-Kilsch Helena Suková      | 6−7(4), 6−4, 7−6(5) |
| Guanyadora | 109. | 22 d'abril de 1985     | Orlando (2)                                                | Terra batuda | Pam Shriver         | Elise Burgin Kathleen Horvath           | 6−3, 6−1            |
| Guanyadora | 110. | 29 d'abril de 1985     | Houston (5)                                                | Terra batuda | Elise Burgin        | Manuela Maleeva Helena Suková           | 6−1, 3−6, 6−3       |
| Guanyadora | 111. | 27 de maig de 1985     | Roland Garros (4)                                          | Terra batuda | Pam Shriver         | Claudia Kohde-Kilsch Helena Suková      | 4−6, 6−2, 6−2       |
| Guanyadora | 112. | 17 de juny de 1985     | Eastbourne (5)                                             | Gespa        | Pam Shriver         | Kathy Jordan Elizabeth Smylie           | 7−5, 6−4            |
| Finalista  | 38.  | 24 de juny de 1985     | Wimbledon (2)                                              | Gespa        | Pam Shriver         | Kathy Jordan Elizabeth Smylie           | 7−5, 3−6, 4−6       |
| Guanyadora | 113. | 5 d'agost de 1985      | Mont-real (3)                                              | Dura         | Gigi Fernández      | Marcella Mesker Pascale Paradis         | 6−4, 6−0            |
| Finalista  | 39.  | 27 d'agost de 1985     | US Open (2)                                                | Dura         | Pam Shriver         | Claudia Kohde-Kilsch Helena Suková      | 7−6(5), 2−6, 3−6    |
| Guanyadora | 114. | 11 de novembre de 1985 | Brisbane (3)                                               | Gespa        | Pam Shriver         | Claudia Kohde-Kilsch Helena Suková      | 6−4, 6−7(6), 6−1    |
| Guanyadora | 115. | 25 de novembre de 1985 | Open d'Austràlia (5)                                       | Gespa        | Pam Shriver         | Claudia Kohde-Kilsch Helena Suková      | 6−3, 6−4            |
| Guanyadora | 116. | 6 de gener de 1986     | Washington DC (5)                                          | Moqueta (i)  | Pam Shriver         | Claudia Kohde-Kilsch Helena Suková      | 7−5, 6−3            |
| Guanyadora | 117. | 7 de gener de 1986     | Worcester, Estats Units                                    | Moqueta (i)  | Pam Shriver         | Claudia Kohde-Kilsch Helena Suková      | 6−3, 6−4            |
| Guanyadora | 118. | 31 de març de 1986     | Marco Island, Estats Units                                 | Terra batuda | Andrea Temesvári    | Elise Burgin Kathy Jordan               | 7−5, 6−2            |
| Finalista  | 40.  | 12 de maig de 1986     | Berlín, Alemanya Occidental                                | Terra batuda | Andrea Temesvári    | Steffi Graf Helena Suková               | 5−7, 2−6            |
| Guanyadora | 119. | 26 de maig de 1986     | Roland Garros (5)                                          | Terra batuda | Andrea Temesvári    | Steffi Graf Gabriela Sabatini           | 6−1, 6−2            |
| Guanyadora | 120. | 16 de juny de 1986     | Eastbourne (6)                                             | Gespa        | Pam Shriver         | Claudia Kohde-Kilsch Helena Suková      | 6−2, 6−4            |
| Guanyadora | 121. | 23 de juny de 1986     | Wimbledon (7)                                              | Gespa        | Pam Shriver         | Hana Mandlíková Wendy Turnbull          | 6−1, 6−3            |
| Guanyadora | 122. | 11 d'agost de 1986     | Los Angeles (3)                                            | Dura         | Pam Shriver         | Claudia Kohde-Kilsch Helena Suková      | 6−4, 6−3            |
| Guanyadora | 123. | 26 d'agost de 1986     | US Open (6)                                                | Dura         | Pam Shriver         | Hana Mandlíková Wendy Turnbull          | 6−4, 3−6, 6−3       |
| Guanyadora | 124. | 13 d'octubre de 1986   | Filderstadt (5)                                            | Moqueta (i)  | Pam Shriver         | Zina Garrison Gabriela Sabatini         | 7−6(5), 6−4         |
| Guanyadora | 125. | 3 de novembre de 1986  | Worcester (2)                                              | Moqueta (i)  | Pam Shriver         | Claudia Kohde-Kilsch Helena Suková      | 7−5, 6−3            |
| Guanyadora | 126. | 17 de novembre de 1986 | Virginia Slims Championships, Nova York (7)                | Moqueta (i)  | Pam Shriver         | Claudia Kohde-Kilsch Helena Suková      | 7−6(1), 6−3         |
| Guanyadora | 127. | 12 de gener de 1987    | Open d'Austràlia (6)                                       | Gespa        | Pam Shriver         | Zina Garrison Lori McNeil               | 6−1, 6−0            |
| Guanyadora | 128. | 23 de febrer de 1987   | Key Biscayne, Estats Units                                 | Dura         | Pam Shriver         | Claudia Kohde-Kilsch Helena Suková      | 6−3, 7−6(6)         |
| Guanyadora | 129. | 20 d'abril de 1987     | Houston (6)                                                | Terra batuda | Kathy Jordan        | Zina Garrison Lori McNeil               | 6−2, 6−4            |
| Guanyadora | 130. | 4 de maig de 1987      | Roma (2)                                                   | Terra batuda | Gabriela Sabatini   | Claudia Kohde-Kilsch Helena Suková      | 6−4, 6−1            |
| Guanyadora | 131. | 25 de maig de 1987     | Roland Garros (6)                                          | Terra batuda | Pam Shriver         | Steffi Graf Gabriela Sabatini           | 6−2, 6−1            |
| Guanyadora | 132. | 10 d'agost de 1987     | Los Angeles (4)                                            | Dura         | Pam Shriver         | Zina Garrison Lori McNeil               | 6−3, 6−4            |
| Guanyadora | 133. | 1 de setembre de 1987  | US Open (7)                                                | Dura         | Pam Shriver         | Kathy Jordan Elizabeth Smylie           | 5−7, 6−4, 6−2       |
| Guanyadora | 134. | 12 d'octubre de 1987   | Filderstadt (6)                                            | Moqueta (i)  | Pam Shriver         | Zina Garrison Lori McNeil               | 6−1, 6−2            |
| Guanyadora | 135. | 16 de novembre de 1987 | Virginia Slims Championships, Nova York (8)                | Moqueta (i)  | Pam Shriver         | Claudia Kohde-Kilsch Helena Suková      | 6−1, 6−1            |
| Guanyadora | 136. | 11 de gener de 1988    | Open d'Austràlia (7)                                       | Dura         | Pam Shriver         | Chris Evert Wendy Turnbull              | 6−0, 7−5            |
| Guanyadora | 137. | 15 de febrer de 1988   | Oakland (2)                                                | Moqueta (i)  | Rosie Casals        | Hana Mandlíková Jana Novotná            | 6−4, 6−4            |
| Guanyadora | 138. | 22 de febrer de 1988   | Washington DC (6)                                          | Moqueta (i)  | Pam Shriver         | Gabriela Sabatini Helena Suková         | 6−3, 6−4            |
| Guanyadora | 139. | 4 d'abril de 1988      | Hilton Head (5)                                            | Terra batuda | Lori McNeil         | Claudia Kohde-Kilsch Gabriela Sabatini  | 6−2, 2−6, 6−3       |
| Finalista  | 41.  | 18 d'abril de 1988     | Houston                                                    | Terra batuda | Lori McNeil         | Katrina Adams Zina Garrison             | 7−6, 2−6, 4−6       |
| Guanyadora | 140. | 23 de maig de 1988     | Roland Garros (7)                                          | Terra batuda | Pam Shriver         | Claudia Kohde-Kilsch Helena Suková      | 6−2, 7−5            |
| Guanyadora | 141. | 10 d'octubre de 1988   | Filderstadt (7)                                            | Moqueta (i)  | Iwona Kuczyńska     | Raffaella Reggi Elna Reinach            | 6−1, 6−1            |
| Guanyadora | 142. | 31 d'octubre de 1988   | Worcester (3)                                              | Moqueta (i)  | Pam Shriver         | Gabriela Sabatini Helena Suková         | 6−3, 3−6, 7−5       |
| Guanyadora | 143. | 14 de novembre de 1988 | Virginia Slims Championships, Nova York (9)                | Moqueta (i)  | Pam Shriver         | Larisa Neiland Nataixa Zvéreva          | 6−3, 6−4            |
| Guanyadora | 144. | 9 de gener de 1989     | Sydney (4)                                                 | Gespa        | Pam Shriver         | Elizabeth Smylie Wendy Turnbull         | 6−3, 6−3            |
| Guanyadora | 145. | 16 de gener de 1989    | Open d'Austràlia (8)                                       | Dura         | Pam Shriver         | Patty Fendick Jill Hetherington         | 3−6, 6−3, 6−2       |
| Guanyadora | 146. | 3 d'abril de 1989      | Hilton Head (6)                                            | Terra batuda | Hana Mandlíková     | Mary Lou Daniels Wendy White            | 6−4, 6−1            |
| Finalista  | 42.  | 10 d'abril de 1989     | Amelia Island, Estats Units                                | Terra batuda | Pam Shriver         | Larisa Neiland Nataixa Zvéreva          | 6−7(5), 6−2, 1−6    |
| Guanyadora | 147. | 7 d'agost de 1989      | Los Angeles (5)                                            | Dura         | Wendy Turnbull      | Mary Joe Fernández Claudia Kohde-Kilsch | 5−2, retirada       |
| Guanyadora | 148. | 28 d'agost de 1989     | US Open (8)                                                | Dura         | Hana Mandlíková     | Mary Joe Fernández Pam Shriver          | 5−7, 6−4, 6−4       |
| Finalista  | 43.  | 21 d'agost de 1989     | Toronto (2)                                                | Dura         | Larisa Neiland      | Gigi Fernández Robin White              | 1−6, 5−7            |
| Guanyadora | 149. | 30 d'octubre de 1989   | Worcester (4)                                              | Moqueta (i)  | Pam Shriver         | Elise Burgin Rosalyn Fairbank           | 6−4, 4−6, 6−4       |
| Guanyadora | 150. | 13 de novembre de 1989 | Virginia Slims Championships, Nova York (10)               | Moqueta (i)  | Pam Shriver         | Larisa Neiland Nataixa Zvéreva          | 6−3, 6−2            |
| Guanyadora | 151. | 12 de febrer de 1990   | Chicago (6)                                                | Moqueta (i)  | Anne Smith          | Arantxa Sánchez Nathalie Tauziat        | 6−7(9), 6−4, 6−3    |
| Guanyadora | 152. | 19 de febrer de 1990   | Washington DC (7)                                          | Moqueta (i)  | Zina Garrison       | Ann Henricksson Dinky Van Rensburg      | 6−0, 6−3            |
| Finalista  | 44.  | 26 de febrer de 1990   | Indian Wells, Estats Units                                 | Dura         | Gigi Fernández      | Jana Novotná Helena Suková              | 2−6, 6−7            |
| Guanyadora | 153. | 2 d'abril de 1990      | Hilton Head (7)                                            | Terra batuda | Arantxa Sánchez     | Mercedes Paz Nataixa Zvéreva            | 6−2, 6−1            |
| Guanyadora | 154. | 30 d'abril de 1990     | Hamburg                                                    | Terra batuda | Gigi Fernández      | Larisa Neiland Helena Suková            | 6−2, 6−3            |
| Guanyadora | 155. | 27 d'agost de 1990     | US Open (9)                                                | Dura         | Gigi Fernández      | Jana Novotná Helena Suková              | 6−2, 6−4            |
| Finalista  | 45.  | 25 de setembre de 1990 | Tòquio, Japó                                               | Moqueta (i)  | Gigi Fernández      | Mary Joe Fernández Robin White          | 6−4, 3−6, 6−7       |
| Finalista  | 46.  | 11 de febrer de 1991   | Chicago (2)                                                | Moqueta (i)  | Pam Shriver         | Gigi Fernández Jana Novotná             | 2−6, 4−6            |
| Guanyadora | 156. | 22 d'abril de 1991     | Barcelona, Espanya                                         | Terra batuda | Arantxa Sánchez     | Nathalie Tauziat Judith Wiesner         | 6−1, 6−3            |
| Guanyadora | 157. | 14 d'octubre de 1991   | Filderstadt (8)                                            | Moqueta (i)  | Jana Novotná        | Pam Shriver Nataixa Zvéreva             | 6−2, 5−7, 6−4       |
| Finalista  | 47.  | 4 de novembre de 1991  | Oakland, Estats Units                                      | Moqueta (i)  | Pam Shriver         | Patty Fendick Gigi Fernández            | 4−6, 5−7            |
| Guanyadora | 158. | 18 de novembre de 1991 | Virginia Slims Championships, Nova York (11)               | Moqueta (i)  | Pam Shriver         | Gigi Fernández Jana Novotná             | 4−6, 7−5, 6−4       |
| Finalista  | 48.  | 27 de gener de 1992    | Tòquio, Japó                                               | Moqueta (i)  | Pam Shriver         | Arantxa Sánchez Helena Suková           | 4−6, 5−7            |
| Guanyadora | 159. | 10 de febrer de 1992   | Chicago (7)                                                | Moqueta (i)  | Pam Shriver         | Katrina Adams Zina Garrison             | 6−4, 7−6(7)         |
| Guanyadora | 160. | 23 de març de 1992     | San Antonio, Estats Units                                  | Dura         | Pam Shriver         | Patty Fendick Andrea Strnadová          | 3−6, 6−2, 7−6(4)    |
| Finalista  | 49.  | 5 d'octubre de 1992    | Zuric, Suïssa                                              | Moqueta (i)  | Pam Shriver         | Helena Suková Nataixa Zvéreva           | 6−7, 4−6            |
| Guanyadora | 161. | 1 de febrer de 1993    | Tòquio                                                     | Moqueta (i)  | Helena Suková       | Lori McNeil Rennae Stubbs               | 6−4, 6−3            |
| Guanyadora | 162. | 7 de juny de 1993      | Birmingham, Regne Unit                                     | Gespa        | Lori McNeil         | Pam Shriver Elizabeth Smylie            | 6−3, 6−4            |
| Guanyadora | 163. | 4 d'octubre de 1993    | Zuric                                                      | Moqueta (i)  | Zina Garrison       | Gigi Fernández Nataixa Zvéreva          | 6−3, 5−7, 6−3       |
| Finalista  | 50.  | 11 d'octubre de 1993   | Filderstadt                                                | Dura (i)     | Patty Fendick       | Gigi Fernández Nataixa Zvéreva          | 6−7, 4−6            |
| Finalista  | 51.  | 31 de gener de 1994    | Tòquio (2)                                                 | Moqueta (i)  | Manon Bollegraf     | Pam Shriver Elizabeth Smylie            | 3−6, 6−3, 6−7       |
| Finalista  | 52.  | 7 de febrer de 1994    | Chicago (3)                                                | Moqueta (i)  | Manon Bollegraf     | Gigi Fernández Nataixa Zvéreva          | 3−6, 6−3, 4−6       |
| Guanyadora | 164. | 21 de març de 1994     | Houston (7)                                                | Terra batuda | Manon Bollegraf     | Katrina Adams Zina Garrison             | 6−4, 6−2            |
| Guanyadora | 165. | 3 d'octubre de 1994    | Zuric (2)                                                  | Moqueta (i)  | Manon Bollegraf     | Patty Fendick Meredith McGrath          | 7−6(3), 6−1         |
| Finalista  | 53.  | 31 d'octubre de 1994   | Oakland (2)                                                | Moqueta (i)  | Gigi Fernández      | Lindsay Davenport Arantxa Sánchez       | 5−7, 4−6            |
| Finalista  | 54.  | 9 d'abril de 2001      | Amelia Island (2)                                          | Terra batuda | Arantxa Sánchez     | Conchita Martínez Patricia Tarabini     | 4−6, 2−6            |
| Guanyadora | 166. | 20 de maig de 2002     | Madrid, Espanya                                            | Terra batuda | Nataixa Zvéreva     | Rossana de los Ríos Arantxa Sánchez     | 6−2, 6−3            |
| Guanyadora | 167. | 30 de desembre de 2002 | Gold Coast, Austràlia                                      | Dura         | Svetlana Kuznetsova | Nathalie Dechy Émilie Loit              | 6−4, 6−4            |
| Guanyadora | 168. | 17 de febrer de 2003   | Dubai, Emirats Àrabs Units                                 | Dura         | Svetlana Kuznetsova | Cara Black Elena Likhovtseva            | 6−3, 7−6(7)         |
| Guanyadora | 169. | 31 de març de 2003     | Sarasota (2)                                               | Terra batuda | Liezel Huber        | Shinobu Asagoe Nana Miyagi              | 7−6(8), 6−3         |
| Guanyadora | 170. | 12 de maig de 2003     | Roma (3)                                                   | Terra batuda | Svetlana Kuznetsova | Jelena Dokić Nàdia Petrova              | 6−4, 5−7, 6−2       |
| Finalista  | 55.  | 9 de juny de 2003      | Birmingham                                                 | Gespa        | Alicia Molik        | Els Callens Meilen Tu                   | 5−7, 4−6            |
| Guanyadora | 171. | 11 d'agost de 2003     | Toronto (4)                                                | Dura         | Svetlana Kuznetsova | María Vento-Kabchi Angelique Widjaja    | 3−6, 6−1, 6−1       |
| Finalista  | 56.  | 25 d'agost de 2003     | US Open (3)                                                | Dura         | Svetlana Kuznetsova | V. Ruano Pascual Paola Suárez           | 2−6, 3−6            |
| Guanyadora | 172. | 22 de setembre de 2003 | Leipzig, Alemanya                                          | Moqueta (i)  | Svetlana Kuznetsova | Elena Likhovtseva Nàdia Petrova         | 3−6, 6−1, 6−3       |
| Finalista  | 57.  | 6 d'octubre de 2003    | Filderstadt (2)                                            | Dura (i)     | Cara Black          | Lisa Raymond Rennae Stubbs              | 2−6, 4−6            |
| Guanyadora | 173. | 27 d'octubre de 2003   | Filadèlfia                                                 | Dura (i)     | Lisa Raymond        | Cara Black Rennae Stubbs                | 6−3, 6−4            |
| Finalista  | 58.  | 12 d'abril de 2004     | Charleston, Estats Units                                   | Terra batuda | Lisa Raymond        | V. Ruano Pascual Paola Suárez           | 4−6, 1−6            |
| Guanyadora | 174. | 17 de maig de 2004     | Viena, Àustria                                             | Terra batuda | Lisa Raymond        | Cara Black Rennae Stubbs                | 6−2, 7−5            |
| Finalista  | 59.  | 23 d'agost de 2004     | New Haven, Estats Units                                    | Dura         | Lisa Raymond        | Nàdia Petrova Meghann Shaughnessy       | 1−6, 6−1, 6−7(4)    |
| Guanyadora | 175. | 15 d'agost de 2005     | Toronto (5)                                                | Dura         | Anna-Lena Grönefeld | Conchita Martínez V. Ruano Pascual      | 5−7, 6−3, 6−4       |
| Finalista  | 60.  | 20 de març de 2006     | Miami, Estats Units                                        | Dura         | Liezel Huber        | Lisa Raymond Samantha Stosur            | 4−6, 5−7            |
| Guanyadora | 176. | 22 de maig de 2006     | Estrasburg, França                                         | Terra batuda | Liezel Huber        | Martina Müller Andreea Vanc             | 6−2, 7−6(1)         |
| Finalista  | 61.  | 19 de juny de 2006     | Eastbourne (3)                                             | Gespa        | Liezel Huber        | Svetlana Kuznetsova Amélie Mauresmo     | 2−6, 4−6            |
| Guanyadora | 177. | 15 d'agost de 2006     | Mont-real (6)                                              | Dura         | Nàdia Petrova       | Cara Black A-L. Grönefeld               | 6−1, 6−2            |

#### Períodes com a número 1
| Núm. | Predecessora   | Dates                   | Successora    | Setmanes | Acumulat |
| ---- | -------------- | ----------------------- | ------------- | -------- | -------- |
| 1.   | Inici rànquing | 04/09/1984 − 17/05/1985 | Pam Shriver   | 27       | 27       |
| 2.   | Pam Shriver    | 20/01/1986 − 20/07/1986 | Pam Shriver   | 26       | 53       |
| 3.   | Pam Shriver    | 18/08/1986 − 04/02/1990 | Helena Suková | 181      | 234      |
| 4.   | Helena Suková  | 19/02/1990 − 04/03/1990 | Helena Suková | 2        | 236      |
| 5.   | Helena Suková  | 07/05/1990 − 13/05/1990 | Helena Suková | 1        | 237      |

### Dobles mixts: 16 (10−6)
| \| Resultat \| Núm. \| Data \| Torneig \| Superfície \| Parella \| Oponents \| Marcador \| \| ---------- \| ---- \| ------------------- \| --------------------------- \| ------------ \| --------------- \| ---------------------------------- \| -------------------- \| \| Guanyadora \| 1. \| 3 de juny de 1974 \| Roland Garros, França \| Terra batuda \| Iván Molina \| Rosie Darmon Marcelo Lara \| 6−3, 6−3 \| \| Guanyadora \| 2. \| 27 de maig de 1985 \| Roland Garros (2) \| Terra batuda \| Heinz Günthardt \| Paula Smith Francisco González \| 2−6, 6−3, 6−2 \| \| Guanyadora \| 3. \| 24 de juny de 1985 \| Wimbledon, Regne Unit \| Gespa \| Paul McNamee \| Elizabeth Smylie John Fitzgerald \| 7−5, 4−6, 6−2 \| \| Guanyadora \| 4. \| 26 d'agost de 1985 \| US Open, Estats Units \| Dura \| Heinz Günthardt \| Elizabeth Smylie John Fitzgerald \| 6−3, 6−4 \| \| Finalista \| 1. \| 23 de juny de 1986 \| Wimbledon \| Gespa \| Heinz Günthardt \| Kathy Jordan Ken Flach \| 3−6, 6−7(7) \| \| Finalista \| 2. \| 25 d'agost de 1986 \| US Open \| Dura \| Peter Fleming \| Raffaella Reggi Sergio Casal \| 4−6, 4−6 \| \| Guanyadora \| 5. \| 31 d'agost de 1987 \| US Open (2) \| Dura \| Emilio Sánchez \| Betsy Nagelsen Paul Annacone \| 6−4, 6−7(6), 7−6(12) \| \| Finalista \| 3. \| 11 de gener de 1988 \| Open d'Austràlia, Austràlia \| Dura \| Tim Gullikson \| Jana Novotná Jim Pugh \| 7−5, 2−6, 4−6 \| \| Guanyadora \| 6. \| 21 de juny de 1993 \| Wimbledon (2) \| Gespa \| Mark Woodforde \| Manon Bollegraf Tom Nijssen \| 6−3, 6−4 \| \| Finalista \| 4. \| 30 d'agost de 1993 \| US Open (2) \| Dura \| Mark Woodforde \| Helena Suková Todd Woodbridge \| 3−6, 6−7(6) \| \| Guanyadora \| 7. \| 26 de juny de 1995 \| Wimbledon (3) \| Gespa \| Jonathan Stark \| Gigi Fernández Cyril Suk \| 6−4, 6−4 \| \| Guanyadora \| 8. \| 13 de gener de 2003 \| Open d'Austràlia \| Dura \| Leander Paes \| Eleni Daniïlidu Todd Woodbridge \| 6−4, 7−5 \| \| Guanyadora \| 9. \| 23 de juny de 2003 \| Wimbledon (4) \| Gespa \| Leander Paes \| Anastassia Rodiónova Andy Ram \| 6−3, 6−3 \| \| Finalista \| 5. \| 19 de gener de 2004 \| Open d'Austràlia (2) \| Dura \| Leander Paes \| Elena Bovina Nenad Zimonjić \| 1−6, 6−7(3) \| \| Finalista \| 6. \| 23 de maig de 2005 \| Roland Garros \| Terra batuda \| Leander Paes \| Daniela Hantuchová Fabrice Santoro \| 6−3, 3−6, 2−6 \| \| Guanyadora \| 10. \| 29 d'agost de 2006 \| US Open (3) \| Dura \| Bob Bryan \| Květa Hrdličková Martin Damm \| 6−2, 6−3 \| |      |                     |                             |              |                 |                                    |                      |
| Resultat | Núm. | Data                | Torneig                     | Superfície   | Parella         | Oponents                           | Marcador             |
| Guanyadora | 1.   | 3 de juny de 1974   | Roland Garros, França       | Terra batuda | Iván Molina     | Rosie Darmon Marcelo Lara          | 6−3, 6−3             |
| Guanyadora | 2.   | 27 de maig de 1985  | Roland Garros (2)           | Terra batuda | Heinz Günthardt | Paula Smith Francisco González     | 2−6, 6−3, 6−2        |
| Guanyadora | 3.   | 24 de juny de 1985  | Wimbledon, Regne Unit       | Gespa        | Paul McNamee    | Elizabeth Smylie John Fitzgerald   | 7−5, 4−6, 6−2        |
| Guanyadora | 4.   | 26 d'agost de 1985  | US Open, Estats Units       | Dura         | Heinz Günthardt | Elizabeth Smylie John Fitzgerald   | 6−3, 6−4             |
| Finalista | 1.   | 23 de juny de 1986  | Wimbledon                   | Gespa        | Heinz Günthardt | Kathy Jordan Ken Flach             | 3−6, 6−7(7)          |
| Finalista | 2.   | 25 d'agost de 1986  | US Open                     | Dura         | Peter Fleming   | Raffaella Reggi Sergio Casal       | 4−6, 4−6             |
| Guanyadora | 5.   | 31 d'agost de 1987  | US Open (2)                 | Dura         | Emilio Sánchez  | Betsy Nagelsen Paul Annacone       | 6−4, 6−7(6), 7−6(12) |
| Finalista | 3.   | 11 de gener de 1988 | Open d'Austràlia, Austràlia | Dura         | Tim Gullikson   | Jana Novotná Jim Pugh              | 7−5, 2−6, 4−6        |
| Guanyadora | 6.   | 21 de juny de 1993  | Wimbledon (2)               | Gespa        | Mark Woodforde  | Manon Bollegraf Tom Nijssen        | 6−3, 6−4             |
| Finalista | 4.   | 30 d'agost de 1993  | US Open (2)                 | Dura         | Mark Woodforde  | Helena Suková Todd Woodbridge      | 3−6, 6−7(6)          |
| Guanyadora | 7.   | 26 de juny de 1995  | Wimbledon (3)               | Gespa        | Jonathan Stark  | Gigi Fernández Cyril Suk           | 6−4, 6−4             |
| Guanyadora | 8.   | 13 de gener de 2003 | Open d'Austràlia            | Dura         | Leander Paes    | Eleni Daniïlidu Todd Woodbridge    | 6−4, 7−5             |
| Guanyadora | 9.   | 23 de juny de 2003  | Wimbledon (4)               | Gespa        | Leander Paes    | Anastassia Rodiónova Andy Ram      | 6−3, 6−3             |
| Finalista | 5.   | 19 de gener de 2004 | Open d'Austràlia (2)        | Dura         | Leander Paes    | Elena Bovina Nenad Zimonjić        | 1−6, 6−7(3)          |
| Finalista | 6.   | 23 de maig de 2005  | Roland Garros               | Terra batuda | Leander Paes    | Daniela Hantuchová Fabrice Santoro | 6−3, 3−6, 2−6        |
| Guanyadora | 10.  | 29 d'agost de 2006  | US Open (3)                 | Dura         | Bob Bryan       | Květa Hrdličková Martin Damm       | 6−2, 6−3             |

### Equips: 5 (4−1)
| Resultat   | Núm. | Data                      | Torneig                                       | Superfície   | Equip                                                | Oponents                                               | Marcador |
| ---------- | ---- | ------------------------- | --------------------------------------------- | ------------ | ---------------------------------------------------- | ------------------------------------------------------ | -------- |
| Guanyadora | 1.   | 5 − 11 de maig de 1975    | Copa Federació, Ais de Provença, França       | Terra batuda | Miroslava Bendlova Renata Tomanova                   | Dianne Balestrat Evonne Goolagong Helen Gourlay        | 3−0      |
| Guanyadora | 2.   | 19 de juliol de 1982      | Copa Federació, Santa Clara, Estats Units (2) | Dura         | Chris Evert Andrea Leand                             | Bettina Bunge C. Kohde-Kilsch                          | 3−0      |
| Guanyadora | 3.   | 20 de juliol de 1986      | Copa Federació, Praga, Txecoslovàquia (3)     | Terra batuda | Chris Evert Zina Garrison Pam Shriver                | Hana Mandlíková Helena Suková                          | 3−0      |
| Guanyadora | 4.   | 1 d'octubre de 1989       | Copa Federació, Tòquio, Japó (4)              | Dura         | Chris Evert Zina Garrison Pam Shriver                | Conchita Martínez A. Sánchez Vicario                   | 3−0      |
| Finalista  | 1.   | 22-23 de novembre de 2003 | Copa Federació, Moscou, Rússia                | Moqueta (i)  | Lisa Raymond Meghann Shaughnessy Alexandra Stevenson | S. Cohen-Aloro Émilie Loit Amélie Mauresmo Mary Pierce | 1−4      |

## Trajectòria

### Individual
| | Txecoslovàquia | Txecoslovàquia | Txecoslovàquia | Estats Units | Estats Units | Estats Units | Estats Units | Estats Units | Estats Units | Estats Units | Estats Units | Estats Units | Estats Units | Estats Units | Estats Units | Estats Units | Estats Units | Estats Units | Estats Units | Estats Units | Estats Units | Estats Units | Estats Units | Estats Units | Estats Units |        |          |
| Torneig | 1973           | 1974           | 1975           | 1976         | 1977         | 1977         | 1978         | 1979         | 1980         | 1981         | 1982         | 1983         | 1984         | 1985         | 1986         | 1987         | 1988         | 1989         | 1990         | 1991         | 1992         | 1993         | 1994         | ...          | 2004         | Títols | V–D      |
| Open d'Austràlia | A              | A              | F              | A            | A            | A            | A            | A            | SF           | G            | F            | G            | SF           | G            | NC           | F            | SF           | QF           | A            | A            | A            | A            | A            |              | A            | 3 / 10 | 46 – 7   |
| Roland Garros | QF             | QF             | F              | A            | A            | A            | A            | A            | A            | QF           | G            | 4R           | G            | F            | F            | F            | 4R           | A            | A            | A            | A            | A            | 1R           |              | 1R           | 2 / 13 | 51 – 11  |
| Wimbledon | 3R             | 1R             | QF             | SF           | QF           | QF           | G            | G            | SF           | SF           | G            | G            | G            | G            | G            | G            | F            | F            | G            | QF           | SF           | SF           | F            |              | 2R           | 9 / 23 | 120 – 14 |
| US Open | 1R             | 3R             | SF             | 1R           | SF           | SF           | SF           | SF           | 4R           | F            | QF           | G            | G            | F            | G            | G            | QF           | F            | 4R           | F            | 2R           | 4R           | A            |              | A            | 4 / 21 | 89 – 17  |
| Rànquing a final d'any | –              | –              | 4              | 4            | 3            | 3            | 1            | 1            | 3            | 3            | 1            | 1            | 1            | 1            | 1            | 2            | 2            | 2            | 3            | 4            | 5            | 3            | 8            |              | 376          |        |          |
| Llegenda: G: Guanyadora; F: Finalista; SF: Semifinalista; QF: Quarts de final; Q: Qualificació; A: Absent; RR: Round Robin; |                |                |                |              |              |              |              |              |              |              |              |              |              |              |              |              |              |              |              |              |              |              |              |              |              |        |          |

### Dobles femenins
| | Txecoslovàquia | Txecoslovàquia | Txecoslovàquia | Estats Units | Estats Units | Estats Units | Estats Units | Estats Units | Estats Units | Estats Units | Estats Units | Estats Units | Estats Units | Estats Units | Estats Units | Estats Units | Estats Units | Estats Units | Estats Units | Estats Units | Estats Units | Estats Units | Estats Units | Estats Units | Estats Units | Estats Units | Estats Units | Estats Units | Estats Units | Estats Units | Estats Units | Estats Units |        |  |
| Torneig | 1973           | 1974           | 1975           | 1976         | 1977         | 1977         | 1978         | 1979         | 1980         | 1981         | 1982         | 1983         | 1984         | 1985         | 1986         | 1987         | 1988         | 1989         | 1990         | 1991         | 1992         | 1993         | 1994         | 1995         | ...          | 2000         | 2001         | 2002         | 2003         | 2004         | 2005         | 2006         | Títols |  |
| Open d'Austràlia | A              | A              | 1R             | A            | A            | A            | A            | A            | G            | F            | G            | G            | G            | G            | NC           | G            | G            | G            | A            | A            | A            | A            | A            | A            |              | A            | A            | A            | 3R           | 2R           | QF           | A            | 8 / 13 |  |
| Roland Garros | QF             | SF             | G              | A            | A            | A            | A            | A            | A            | SF           | G            | A            | G            | G            | G            | G            | G            | A            | A            | A            | A            | A            | 3R           | A            |              | 3R           | 1R           | 1R           | 3R           | SF           | 1R           | 2R           | 7 / 18 |  |
| Wimbledon | 1R             | 1R             | QF             | G            | F            | F            | QF           | G            | SF           | G            | G            | G            | G            | F            | G            | QF           | 3R           | SF           | QF           | SF           | SF           | A            | SF           | A            |              | QF           | QF           | 2R           | QF           | SF           | SF           | QF           | 7 / 28 |  |
| US Open | 2R             | QF             | SF             | A            | G            | G            | G            | F            | G            | SF           | SF           | G            | G            | F            | G            | G            | SF           | G            | G            | 3R           | SF           | A            | A            | 2R           |              | 3R           | QF           | 3R           | F            | QF           | SF           | QF           | 9 / 27 |  |
| Rànquing a final d'any | –              | –              | –              | –            | –            | –            | –            | –            | –            | –            | –            | –            | –            | –            | 1            | 1            | 1            | 1            | 4            | 6            | 9            | 11           | 5            | –            |              | –            | 45           | 72           | 6            | 12           | 21           | 21           |        |  |
| Llegenda: G: Guanyadora; F: Finalista; SF: Semifinalista; QF: Quarts de final; Q: Qualificació; A: Absent; RR: Round Robin; |                |                |                |              |              |              |              |              |              |              |              |              |              |              |              |              |              |              |              |              |              |              |              |              |              |              |              |              |              |              |              |              |        |  |

### Dobles mixts
| | Txecoslovàquia | Txecoslovàquia | Txecoslovàquia | Estats Units | Estats Units | Estats Units | Estats Units | Estats Units | Estats Units | Estats Units | Estats Units | Estats Units | Estats Units | Estats Units | Estats Units | Estats Units | Estats Units | Estats Units | Estats Units | Estats Units | Estats Units | Estats Units | Estats Units | Estats Units | Estats Units | Estats Units |        |
| Torneig | 1973           | 1974           | 1975           | 1976         | 1977         | 1978         | 1979         | ...          | 1984         | 1985         | 1986         | 1987         | 1988         | ...          | 1993         | 1994         | 1995         | 1996         | ...          | 2000         | 2001         | 2002         | 2003         | 2004         | 2005         | 2006         | Títols |
| Open d'Austràlia | No celebrat    | No celebrat    | No celebrat    | No celebrat  | No celebrat  | No celebrat  | No celebrat  | No celebrat  | No celebrat  | No celebrat  | No celebrat  | SF           | F            |              | A            | A            | A            | A            |              | A            | A            | A            | G            | F            | SF           | A            | 1 / 5  |
| Roland Garros | A              | G              | A              | A            | A            | A            | A            |              | A            | G            | QF           | QF           | SF           |              | A            | 3R           | A            | A            |              | 2R           | 2R           | A            | 2R           | 2R           | F            | SF           | 2 / 12 |
| Wimbledon | QF             | 3R             | SF             | 2R           | SF           | A            | A            |              | QF           | G            | F            | A            | QF           |              | G            | A            | G            | QF           |              | 1R           | 2R           | 2R           | G            | 3R           | QF           | 3R           | 4 / 19 |
| US Open | A              | 2R             | A              | A            | A            | A            | SF           |              | A            | G            | F            | G            | A            |              | F            | A            | QF           | A            |              | 2R           | 1R           | 2R           | A            | SF           | QF           | G            | 3 / 13 |
| Llegenda: G: Guanyadora; F: Finalista; SF: Semifinalista; QF: Quarts de final; Q: Qualificació; A: Absent; RR: Round Robin; |                |                |                |              |              |              |              |              |              |              |              |              |              |              |              |              |              |              |              |              |              |              |              |              |              |              |        |

## Guardons
- ITF World Champion (1979, 1982, 1983, 1984, 1985, 1986)
- WTA Player of the Year (1978, 1979, 1982, 1983, 1984, 1985, 1986)